# بظر
البَـظْر عضو جنسي في إناث الثدييات والنعام وعدد محدود من الحيوانات الأخرى. في البشر، الجزء المرئي الشبيه بالزر للبظر موجود بالقرب من التقاطع الأمامي للشفرين الصغيرين (الشفرين الداخليين)، فوق فوّهة الإحليل. وخلافًا للقضيب، النديد الذكري للبظر، لا يحتوي البظر عادة على القسم القاصي (أو فتحة) الإحليل ولذلك لا يُستخدم للتبوّل. بينما تبوّل بعض الحيوانات عن طريق البظر، الضبعة المرقّطة، والتي لديها بظر متطوّر بشكل خاص، تبوّل، تتزاوج وتلد عن طريق البظر. لدى إناث بعض الحيوانات آكلات اللحوم الأخرى، أو الثدييات على وجه الخصوص، مثل الليمور والسعدان العنكبوتي، بظر متطوّر كذلك.
البظر هو المنطقة المثيرة للشهوة الجنسية الأكثر حساسية عند المرأة وعمومًا المصدر التشريحي الأساسي للمتعة الجنسية للمرأة. في البشر والثدييات الأخرى، يتطوّر البظر من انتبات في الجنين يُسمّى الحديبة التناسلية. في البداية تكون الحديبة غير متمايزة ولاحقًا تتطوّر إما إلى القضيب أو البظر، وهذا يتعلّق بوجود أو عدم وجود البروتين العامل المُحدّد للخصية tdf، المُرمّز بواسطة جين واحد في كروموسوم Y. البظر هو بنية معقّدة، حيث قد يختلف حجمه وحساسيته. حجم حشفة (رأس) البظر البشري هو تقريبًا كحجم وشكل حبة البازلاء، ويُقدَّر أن يحتوي على أكثر من 8000 نهاية عصبية حسيّة.
تركزّت نقاشات نفسية واجتماعية وطبية واسعة النطاق على البظر، في المقام الأول بشأن الدقة التشريحية، وعوامل هزّة الجماع وتفسيرهم الفيزيولوجي لبقعة جي (جي سبوت)، وعمّا إذا كان البظر هو عضو أثاري، أو تكيّفي، أو عضو له وظيفة في التكاثر. تتراوح المفاهيم الاجتماعية من أهمية دوره في المتعة الجنسية للإناث، افتراضات حول حجمه وعمقه الحقيقي، ومعتقدات متفاوتة بشأن تعديل البظر مثل توسيع البظر، وثقب البظر، واستئصال البظر؛ قد يكون تعديل البظر لأسباب جمالية أو طبية أو حضارية.
البَظْر دوره الأساسي هو الاستمتاع الجنسي، وهو العضو الوحيد في فسيولوجيا الإنسان الذي له الدور المنفرد لتوصيل المتعة.

## البنية

### التطور

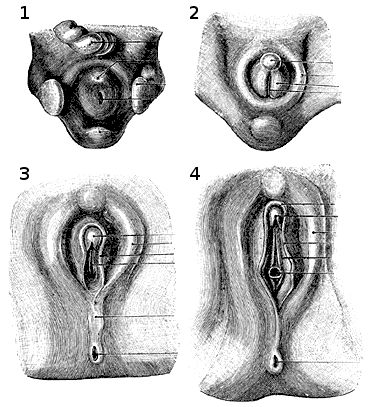
مراحل تطور البظر

في الثدييات، تحدَّد النطفة التمايز الجنسيّ (ذكر أو أنثى)، حيث تحمل هذه النطفة الصبغي X (أنثى) أو الصبغي Y (ذكر). يحتوي الصبغي Y على جين تحديد الجنس SRY والذي يُشفِّر عامل انتساخ البروتين tdf (testis determining factor عامل تحديد الخصى) ويؤدي إلى تخليق التستوستيرون والهرمون المضاد لمولريان الضروريّان لتطور المضغة إلى ذكر. يبدأ هذا التمايز حوالي الأسابيع الثامن أو التاسع بعد الحمل. تقول بعض المصادر أن التطور يستمر حتى الأسبوع الثاني عشر، بينما تقول مصادر أخرى أنه يتضح في الأسبوع الثالث عشر، وأن الأعضاء الجنسيّة تتطور بشكل كامل بحلول الأسبوع السادس عشر.

يتطور البظر من تنامي قضيبيّ للجنين يدعى بالحديبة التناسليّة. بدءاً تكون الحديبة غير متمايزة، حيث تتطور هذه الحديبة إلى بظر أو قضيب خلال تطور الجهاز التناسليّ وذلك اعتماداً على التعرُّض إلى الأندروجينات (هرمونات الذكورة الرئيسية). يتشكَّل البظر من الأنسجة ذاتها التي تُعطي حشفة القضيب الذكريّ والجزء العلويّ من جسم القضيب، وهذا الأصل الجنينيّ المشترك يجعل هذين العضوين متناددين (إصداران مختلفات من البنية ذاتها).

إذا تعرَّضت الحديبة التناسليّة لهرمون التستوستيرون، تتطاول الحديبة التناسليّة لتشكِّل القضيب. وعبر التحام الطيات البوليّة التناسليّة، وهي بنى متطاولة ذات شكل مغزليّ تساهم في تشكيل التلم الإحليليّ على الوجه البطنيّ للحديبة التناسليّة، عبر هذا الالتحام ينغلق الجيب البوليّ التناسليّ بشكل كامل ويُشكِّل الإحليل الإسفنجيّ ومن ثُمَّ تتحد التورُّمات الشفريّة الصفنيّة لتُشكِّل كيس الصفن. أما في حال غياب التستوستيرون، تسمح الحديبة التناسليّة بتشكيل البظر، حيث يتباطئ التنامي البدئي المتسارع للقضيب بشكل تدريجيّ ومن ثُمَّ يتشكَّل البظر. يستمر الجيب البوليّ التناسليّ كدهليز المهبل، فيما تُشكِّل الطيتان البوليتان التناسليّتان الشفرين الصغيرين، وتتضخَّم التورُّمات الشفريّة الصفنيّة لتُشكِّل الشفرين الكبيرين، وبهذا تكتمل الأعضاء التناسليّة الأنثويّة. هناك حالة نادرة يمكن أن يتطور فيها بظر متضخم بسبب التعرُّض للأندروجينات أعلى من المتوسط.

### البنية العامة والتقييم النسيجي

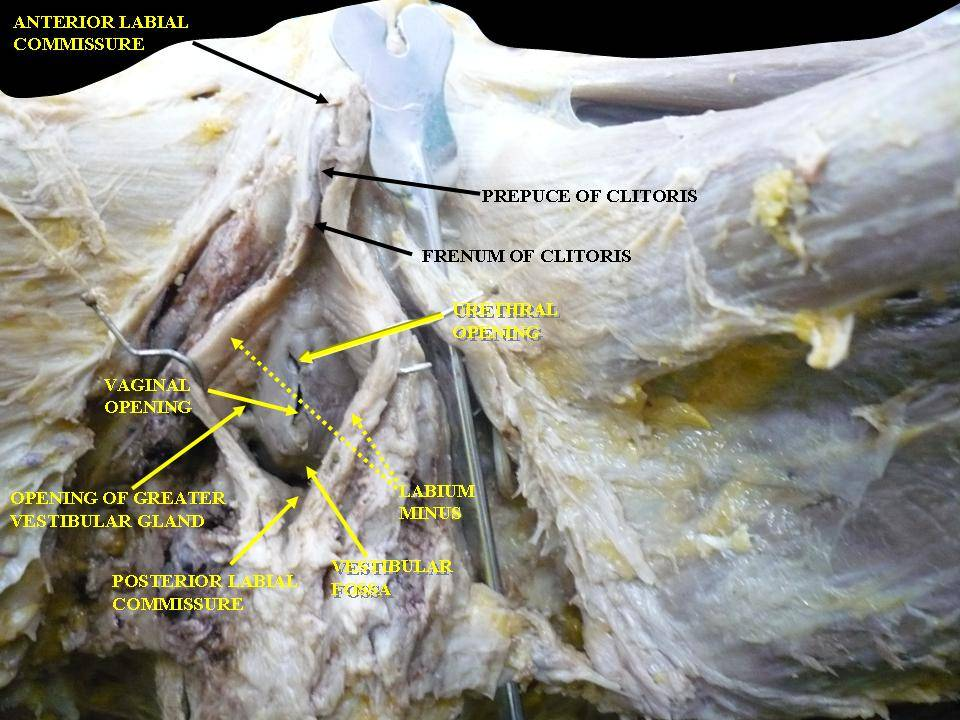
البظر، تشريح عميق

للبظر بنية معقَّدة، فهو يحتوي على مكوِّنات خارجية وداخليّة. يتألف البظر من حشفة (تتضمن لجام البظر، الذي يكون لجام على السطح السفليّ للحشفة، ويشكِّل الجزئين الأُنسيَّين من الشفرين الصغيرين) وجسم البظر (الذي يتألف من جسمين انتصابيين يُعرفان باسم الجسمين الكهفيين) وساقين بظريتين اثنتين وغطاء البظر (المتشكل من الشفرين الصغيرين) والبصلات البظريّة أو الدهليزيّة. يُشار إلى الجسم البظريّ بالجسم (أو الجسم الداخليّ) بشكل شائع، بينما قد يُشار أيضاً إلى المسافة من البظر بين الحشفة والجسم بالجسم (أو الجسم الخارجيّ) لأنه وكالأجسام عموماً، يدعم الحشفة، ويمكن أن يُشاهد شكلها ويُشعر بها من خلال غطاء البظر.

تشير الأبحاث إلى أن الأنسجة البظرية تمتد إلى جدار المهبل الأماميّ. حيث تقول أحد الأبحاث أن التقييم النسيجي للبظر، «و لاسيّما الجسمين الكهفيين غير مكتمل، لأنه ولعدة أعوام اِعتُبر البظر عضو بدائي وغير وظيفيّ.» أضاف الباحثون أن باسكين وزملائه اختبروا عضليّة البظر بعد إجراء تسليخ (تشريح لجثة) واستخدام برمجيات تصوير بعد الصبغ بصبغة ماسون كروم ووضع سلسلة عينات مُسلَّخة متتالية معاً، بيَّن هذا الأمر أن أعصاب البظر تحيط بالجسم البظريّ بأكمله.

تشترك بنى البظر والبصلتان الدهليزيّتان والشفرين الصغيرين والإحليل بنمطين منفصلين نسيجياً من الأنسجة الوعائية (الأنسجة المرتبطة بالأوعية الدموية)، الأول نسيج مليء بالترابيق وانتصابيّ. يبدو النسيج الترابيقيّ بمظهر إسفنجي بالإضافة إلى وجود الدم الذي يملأ المسافات الوعائية المتوسّعة الكبيرة للبظر والبصلات. ويوجد تحت ظهارة المناطق الوعائية عضلات ملساء. وكما قال الباحث يانغ وآخرون، يمكن أن تكون لمعة الإحليل (الفتحة الداخليّة أو الجوف الموجود داخل الإحليل) المحاطة بنسيج إسفنجيّ، يمكن أن تمتلك هذه اللمعة نسيج «منفصل بشكل واضح عن النسيج الوعائي للبظر والبصلات، وعلى الملاحظة العيانية يكون أكثر شحوباً من النسيج الداكن» للبظر والبصلات.

النوع الثاني من الأنسجة الوعائية هي غير الانتصابيّة. على الرغم من أن الجسم البظريّ يحتقن بالدم عند الإثارة الجنسيّة، مما يؤدي لانتصاب حشفة البظر، تصف بعض المصادر الحشفة البظريّة والشفرين الصغيرين كمركَّب من نسيج غير انتصابيّ، وهذا هو الحال بشكل خاص للحشفة. ويذكرون أن لحشفة البظر والشفرين الصغيرين أوعية دموية مشتتة داخل مطرس ليفيّ وأن لهاتين البنيتين الحد الأدنى من العضلات الملساء، أو أن الحشفة البظريّة «بنية ناصفة مُعصَّبة بكثافة وغير انتصابيّة». تتحدث مصادر أخرى عن أن الحشفة مكونة من نسيج انتصابيّ وأن هذا النسيج الانتصابيّ حاضر داخل الشفرين الصغيرين، جديرٌ بالذكر أن النسيج الشحميّ يغيب عن الشفرين الصغيرين، ولكن يمكن أن يوصفا بأنهما مؤلفين (الشفرين الصغيرين) من نسيج ضام كثيف ونسيج انتصابيّ وألياف مرنة.

يانغ وآخرون من بين الباحثين الذين يتحدون فكرة أن حشفة البظر لا تتكوَّن من نسيج انتصابيّ، يقولون أن تسليخات (عملية التشريح) الحشفة تظهر بوضوح المسافات الوعائية الحشفيّة، وإن لم تكن بارزة كتلك الموجودة في الجسم البظريّ. وقد خلصوا إلى أن «النسيج الانتصابيّ للحشفة يختلف قليلاً عن ذاك الذي للجسم والساقين. تنفصل المسافات الوعائية أكثر بالعضلات الملساء من الجسم والساقين». وقد قالوا أن هناك طبقة سميكة من النسيج تدعم النسيج بين الظهارة والمسافات الوعائية وأن «هناك توزُّع كثيف للأعصاب والمستقبلات الحسيّة» في الظهارة والنسيج الداعم.

### الحشفة والجسم
توجد الحشفة عالية التعصيب عند طرف الجسم البظريّ كبارزة ليفيّة وعائيّة، وتكون عادة بحجم وشكل حبة البازلاء، على الرغم من أنها في بعض الأحيان أكبر أو أصغر. يُعتبر كون الحشفة متكونة من نسيج انتصابيّ أو غير انتصابيّ موضوع للنقاش (انظر أعلاه)، تُعتبر الحشفة أو البظر بأكمله حاوٍ على 8.000 أو أكثر من النهايات العصبيّة الحسيّة.

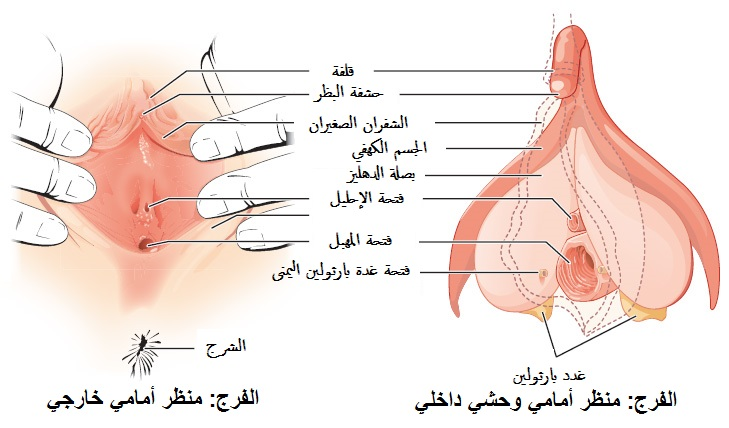
بنى الفرج، بما في ذلك الأجزاء الخارجيّة و الداخليّة للبظر

يُشكِّل الجسم البظريّ بنية ذات شكل ترقويّ تحتوي على الجسمين الكهفيين، وهما زوج من المناطق شبه الإسفنجيّة من الأنسجة الانتصابيّة التي تحتوي معظم الدم في البظر. ويحيط بالجسمين اللذين يُشكلان الجسم البظريّ، يحيط بهما غلالة بيضاء ليفيّة مرنة سميكة، وهي من النسيج الضام. ينفصل هذا الجسمان بشكل غير كامل عن بعضهما البعض على الخط الناصف بواسطة حاجز ممشِطِيّ ليفي، وهي عُصابة شبيهة بالمشط من النسيج الضام تمتد بين الجسمين الكهفيين.

يمتد الجسم البظريّ إلى عدة سنتيمترات قبل أن ينعكس اتجاهه وتفرُّعه، مما يؤدي إلى شكل حرف V مقلوب، والذي يمتد كزوج ساقين. تُمثِّل الساقان الأجزاء الدانية (القريبة) من أذرع عظم Wishbone. منتهية في حشفة البظر، ينحني طرف الجسم أمامياً بعيداً عن العانة. تتعلَّق كل ساق بالفرع الإسكي الموافق، حيث تمتدان من الجسمين تحت الفرعين العانيين النازلين. تنتهي الساق بارتباطها بمنتصف القوس العانيّة أو أسفل تماماً منها، مختفية وراء الشفرين الصغيرين.

لا يوجد علاقة محددة بين حجم الحشفة البظريّة أو البظر ككل وعمر المرأة أو طولها أو وزنها أو استخدامها لوسائل منع الحمل الهرمونيّة أو كونها منقطعة عن الطمث، على الرغم من كون النساء اللواتي وضعن مواليداً قد يمتلكن قياسات بظريّة أكبر. لحشفة البظر عند البالغات عرض يقيس حوالي أقل من 1 سم وطول متوسط حوالي 1.5 إلى 2 سم. وقد أظهرت دراسة عام 1992 أن حشفة البظر تقيس عرضاً حوالي 2.5 إلى 4.5 مم (0.098 إلى 0.177 إنش) وبقياس وسطيّ أصغر من ممحاة طرف قلم الرصاص. وقد خلصت الدراسة إلى أن الطول الكلّي للبظر، بما في ذلك الحشفة والجسم، 16.0 ± 4.3 مم (0.63 ± 0.17 إنش).

و فيما يتعلَّق بدراسات أخرى، فقد قام باحثون من إليزابيث جاريت أندرسون ومستشفى التوليد في لندن بقياس الشفرين والبنى التناسليّة الأخرى في 50 امرأة بأعمار بين 18 و 50، بمتوسط عمر 35.6 منذ عام 2003 حتى 2004، وقد أعطت النتائج قياساً للحشفة البظريّة 3-10 مم للحد و 5.5 للمتوسط. قال باحثون آخرون أن الجسم البظريّ قد يقيس 5 إلى 7 سم (2.0-2.8 إنش) طولاً، بينما يقيس الجسم البظريّ والساقان معاً 10 سم (3.9 إنش) أو أكثر.

### غطاء البظر (الداخون أو المِقنعة أو القلنسوة) والبصلتان
يتدلى غطاء البظر أو الداخون البظريّ (القلنسوة أو المقنعة) من مقدمة الملتقى الشفريّ، حيث تلتقي حواف الشفرين الكبيرين (الشفاه الخارجيّة) بقاعدة الهضبة العانيّة، حيث يشكل جزءاً من الطيات الخارجية للشفرين الصغيرين (الشفاه الداخلية) وتغطي الحشفة والجدل الخارجيّ (الجسم الخارجيّ). هناك تنوُّع ملحوظ في كم من الحشفة يبرز من الغطاء وكم منها مُغطىً به، حيث تتراوح بين مُغطَّاة بالكامل إلى مكشوفة بالكامل، ويُطوِّق نسيج الشفرين الصغيرين قاعدة الحشفة.

ترتبط البصلتان الدهليزيّة بشكل أوثق بالبظر من ارتباطها بالدهليز وذلك بسبب تشابه الأنسجة الترابيقية والانتصابيّة بين البظر والبصلات وغياب النسيج الترابيقي في الأعضاء التناسليّة الأخرى، مع الطبيعة الترابيقية للنسيج الانتصابي التي تسمح بالاحتقان والتوسُّع خلال الإثارة الجنسيّة. تُوصف البصلتان الدهليزيّتان عادةً بأنهما ممتدتان بالقرب من الساقين إلى كل جانب من الفتحة المهبليّة، أما داخلياً فالبصلتان تحت الشفرين الكبيرين. عندما تحتقن البصلتان الدهليزيَّتان بالدم، فإنهما تقومان بفك الفتحة المهبليّة وتسببان توسع المهبل خارجياً. على الرغم من أن عدداً من النصوص تقول أن البصلتان تحيطان بالفتحة المهبليّة، إلا أن جينجر وآخرون قالوا أنه لا يبدو الحال هكذا وأن الغلالة البيضاء لا تغلف النسيج الانتصابيّ للبصلات. وقد خلص الباحثون في تقييم يانغ وآخرون لتشريح البصلتان الدهليزيتان إلى أن البصلتان «تتقوسان فوق الإحليل القاصي، محددتان ما يمكن تسميته بشكل مناسب 'الإحليل البصليّ' عند النساء».

### التشابه والاختلاف بين البظر والقضيب
يُمثِّل القضيب والبظر بنيتان تشريحيتان متماثلتان، على الرغم من غياب الجزء القاصي (أو فتحة) للإحليل في البظر عند البشر ومعظم الحيوانات الأخرى. اِقتُرحت فكرة امتلاك الذكر لأبظر (جمع بظر) عام 1987 من قِبل الباحثة جوزفين لوندس سيفيلي، التي أسَّست لنظرية كون الجسمين الكهفيّين عند الذكر (زوج من المناطق شبه الإسفنجيّة من الأنسجة الانتصابيّة التي تحتوي على معظم دم القضيب خلال انتصابه) هي المناظر الحقيقيّ للبظر. وقد قالت أن «البظر الذكريّ» يقع مباشرة تحت حافة حشفة القضيب، حيث يقع لجام قلفة القضيب (طيّة من القلفة)، وقد اقترحت اسماً لهذه المنطقة وهو «تاج لوند». وعلى الرغم من الاعتراف بنظريتها واقتراحها في الأدبيات التشريحيّة، إلا أنها لم تُمثَّل مادياً في الكتب التشريحيّة. تظهر النصوص التشريحيّة الحديثة أن البظر يبدي داخوناً (مقنعة أو قلنسوة) تُماثل دور جلد القضيب الذي يغطي الحشفة. كما أن للبظر جدلاً (جسماً) مرتبط بالحشفة. كما يُنادد الجسم الكهفي الذكريّ الجسم الكهفيّ البظريّ (أي يُمثِّل مناظراً تشريحيَّاً له)، أما الجسم الإسفنجيّ فمنادد للبصلتين الدهليزيّتين الموجودتين تحت الشفرين الصغيرين، كما ينادد كيس الصفن عند الذكور الشفرين الصغيرين والكبيرين عند الإناث.

بناءاً على دراسة تشريحيّة، يُمكن وصف القضيب كبظر سُحب في الغالب من جسمه ورُقِّعَ على قمة قطعة صغيرة بشكل واضح من الإسفنج الذي يحتوي على الإحليل. وبالنظر إلى النهايات العصبيّة، فإن البظر البشريّ الذي يحتوي على 8.000 أو أكثر من النهايات العصبيّة (في الحشفة والجسم البظريّ ككل)، يحتوي ما يُقال أنه ضعفي (مرتين) النهايات العصبيّة الموجودة في القضيب البشريّ (في حشفته وجسم القضيب ككل)، وأكثر من أي جزء آخر في الجسم البشريّ. تختلف هذه التقاير في نتائجها أحياناً مع مصادر أخرى تتعلَّق بتشريح البظر أو مصادر تُركِّز على النهايات العصبيّة في القضيب البشريّ. على سبيل المثال، تقول بعض المصادر أن القضيب البشريّ يحتوي على 4.000 نهاية عصبيّة، بينما تقول مصادر أخرى أن بنية حشفة القضيب أو القضيب ككل تحتوي على الكميّة ذاتها من النهايات العصبيّة الموجودة في حشفة البظر،، أو تناقش هذه المصادر فيما إذا كان القضيب غير المختون (غير الخاضع لعملية الختان) يحتوي على نهايات عصبيّة أكثر بآلاف مما هو عليه في القضيب المختون أو إذا كان أكثر حساسيّةً عموماً.

تقول بعض المصادر أنه وعلى عكس حشفة القضيب، تفتقد حشفة البظر إلى العضلات الملساء في الداخون (المقنعة أو القلنسوة) الليفيّ الوعائيّ وبهذا يكون متمايزاً عن الأنسجة الانتصابيّة للبظر والبصلات، بالإضافة إلى أن قياس البصلات يختلف وقد يكون معتمداً على العمر والإستروجين. على الرغم من أن اعتبار البصلات مُعادلة للجسم الإسفنجيّ الذكريّ، فإنها (أي البصلات) لا تحيط بشكل كامل بالإحليل.

يمتد الجسم الإسفنجيّ الرقيق للقضيب على طول الجانب السفليّ من جدل (جسم) القضيب، مُغلَّفةً الإحليل، ويتوسَّع الجسم الإسفنجيّ في النهاية مُشكِّلاً الحشفة. يساهم الجسم الإسفنجيّ بشكل جزئيّ بالانتصاب، الذي يحدث بشكل رئيسيّ بواسطة الجسمين الكهفيين اللذان يُشكِّلان الجزء الأكبر من كتلة جدل (جسم) القضيب. وكالجسمين الكهفيّين الأنثويّين، يمتلأ الجسمان الكهفيّان الذكريّان بالدم ويُصبحان منتصبين عند الاستثارة الجنسيّة. يستدق الجسمان الكهفيّان الذكريَّان داخلياً عند الوصول إلى الرأس الإسفنجيّ. وبالنظر إلى شكل الكهف الذي يُشابه شكل الحرف Y، حيث يتألف من تاج وجسم وساقين، يُمثِّل الجسم معظم البنية عند الرجال وتكون الساقان أقصر وأثخن، وعادةً يكون الكهف أطول وأثخن عند الذكور منه عند الإناث.

## الإثارة الجنسيّة والموجودات والنقاشات

### الإثارة العامة والممارسات والتهيُّج
تجعل وفرة النهايات العصبيّة في البظر، ومعظمها للمتعة الجنسيّة على وجه الخصوص، تجعل البظر منطقة الإثارة الجنسيّة الأكثر حساسيَّة عند الإناث وعموماً المصدر التشريحيّ الأول للمتعة الجنسيّة عند الإناث. يمكن أن تؤدي الإثارة الجنسيّة للبظر لتهيُّج جنسيّ ورعشة جنسيّة ويمكن أن تتحقق بالاستمناء أو بوجود شريك جنسيّ. تحدث الاستثارة الجنسيّة الأكثر فعاليّة لهذا العضو (البظر) بالاستثارة اليدويّة (باليد) أو الفمويّة (اللعق)، ويُشار إليها عادةً بالإثارة البظريّة المباشرة، وفي الحالات التي تتضمن إيلاجاً جنسيَّاً يُشار إلى هذه الممارسات بالإثارة البظريّة الإضافيّة أو المساعدة.

تتضمن الإثارة البظريّة المباشرة الإثارة الفيزيائية لأجزاء البظر التشريحيّة الخارجيّة والتي تشتمل على الحشفة والداخون والجدل (الجسم) الخارجيّ. قد يكون لإثارة الشفرين الصغيرين (الشفاه الداخليّة) تبعاً لاتصالها مع الحشفة والداخون تأثير مماثل للإثارة البظريّة المباشرة. على الرغم من أن هذه المناطق قد تتلقى أيضاً إثارةً فيزيائية غير مباشرة خلال النشاط الجنسيّ، كما هو الحال في الاحتكاك بالشفرين الكبيرين (الشفاه الخارجيّة)، جديرٌ بالذكر أن الإثارة البظريّة غير المباشرة تُعزى بشكل أكبر لإيلاج القضيب في المهبل. قد يثير أيضاً إيلاج القضيب في الشرج البظر بشكل غير مباشر، إما عبر الأعصاب الحسيّة المشتركة (خصوصاً العصب الفرجيّ الذي يعطي الأعصاب الشرجيّة السفليّة وينقسم إلى فرعين انتهائيين هما العصب العجاني والعصب الظهري للبظر) أو بواسطة الساقين.

بسبب حساسيّة الحشفة العالية، فإن الإثارة المباشرة للحشفة ليست دائماً مُرضِية، وبدلاً من ذلك فإن الإثارة المباشرة للداخون أو المناطق قرب الحشفة غالباً أكثر إرضاءاً، جديرٌ بالذكر أن معظم الإناث تُفضلن استخدام الداخون لإثارة الحشفة أو دحرجة الحشفة بين شفتي الشفرين لتلمسهما بشكل غير مباشر. ومن الشائع لدى النساء أن «يستمتعن بملاطفة جدل (جسم) البظر بشكل خفيف» بالإضافة إلى التدوير لحشفة البظر (استخدام الإصبع لتحريك حشفة البظر بشكل دائريّ)، مع أو بدون إيلاج لليد في المهبل، بينما تستمتع نساءٌ أخريات بتدوير كامل منطقة المهبل. وبدلاً من استخدام الأصابع الجافة، فإن الإثارة باستخدام أصابع مشحمة جيداً، إما باستخدام المزلقات الدهنية أو الترطيب المهبليّ، أكثر إرضاءاً للأجزاء التشريحيّة الخارجيّة من البظر.

لا يسمح الموقع الخارجيّ للبظر بإثارته مباشرة بالإيلاج الجنسيّ، لذا فإن أي إثارة بظريّة خارجيّة في الوضعية التبشيريّة تنتج عادةً من منطقة عظم العانة، وتحديداً عن حركة الأربيّة عند الاقتران. وعلى هذا النحو، فإن بعض الأزواج قد يمارسون وضعية "المرأة للأعلى" أو تقنية "محاذاة الجماع"، وهي تقنية تجمع بين الوضعية التبشيريّة «الركوب للأعلى» تحديداً وحركات الضغط-الضغط المضاد التي ينفذها أحد الشريكين بإيقاع الإيلاج الجنسيّ، ذلك بغية زيادة الإثارة البظريّة لأعلى حد. قد تمارس الشريكات مثليات الجنس الترايب لزيادة الإثارة البظريّة أو للإثارة البظريّة المتبادلة خلال الاتصال بين الجسمين بشكل كامل. يمكن القيام بضغط القضيب أو القضيب الاصطناعي في حركة انزلاقية أو دائرية عكس البظر (الجماع بين الساقين)) أو إثارته بالحركة عكس جزء آخر من الجسم خلال أي عدد من الأوضاع الجنسيّة. كما قد يُستخدم الهزاز وعلى نحو خاص هزاز البظر أو أي دمية جنسيّة أثناء أو في غياب وجود أي من الممارسات سابقة الذكر. تقوم بعض النساء بإثارة البظر باستخدام وسادة أو أدوات جامدة أخرى، أو بدفق ماء من حنفية في البانيو أو الدش أو عبر إغلاقي ساقيهن والاهتزاز.

يحتقن البظر وكامل الأعضاء التناسليّة خلال التهيُّج الجنسيّ ويتغير لونها بامتلاء الأنسجة الانتصابيّة بالدم وتختبر عندها الأنثى التقلُّصات المهبليّة. تتقلَّص العضلتان الإسكيّة الكهفيّة والبصليّة الإسفنجيّة اللتان تنغرزان بالجسمين الكهفيين، حيث يؤدي تقلُّص هاتان العضلتان إلى انضغاط الوريد الظهريّ للبظر (الوريد الوحيد الذي ينزح الدم من الأحياز الموجودة في الجسمين الكهفيين) ويستمر الدم الشرياني بالتدفق وبسبب عدم وجود طريق لنزح هذا الدم، تمتلأ عندها المسافات الوريديّة حتى تتورَّم وتحتقن بالدم. وهذا ما يؤدي إلى الانتصاب البظريّ.

يتضاعف قطر حشفة البظر عند التهيُّج وحتى عند الاستمرار بالتحفيز، حيث تصبح أقل مرئيَّةً وذلك بسبب تغطِّيها بتورُّم أنسجة الداخون البظريّ. يحمي هذا التورُّم الحشفة من الاتصال المباشر، حيث أن الاتصال المباشر في هذه المرحلة قد يكون مزعجاً أكثر من كونه مُرضياً. يُطلق الاحتقان الوعائيّ (احتقان الدم في الأنسجة الانتصابيّة) أخيراً منعكس عضليّ يطرد الدم المُحتبَس في الأنسجة المحيطة مُسبِّباً رعشة جنسيّة. وبعد توقُّف الإثارة بفترة قصيرة خصوصاً فيما لو تم تحقيق الرعشة الجنسيّة تُصبح الحشفة مرئية مجدداً وتعود إلى وضعها الطبيعيّ، خلال ثوانٍ (عادةً 5-10) لتعود إلى حالتها الطبيعيّة و 5-10 دقائق لتعود إلى حجمها الطبيعيّ. إذا لم تتحقق الرعشة الجنسيّة، فإن البظر سيظل محتقناً لعدة ساعات، وهذا ما تجده النساء غير مريح.
و قد وثَّق ماستر وجون حلقة الاستجابة الجنسيّة ذات المراحل الأربع.

### عوامل الرعشة البظرية والمهبلية
الإثارة الجنسيّة الفيزيائية للبظر هي الطريقة الأكثر شيوعاً عند النساء لتحقيق الرعشة الجنسيّة (لاحظ أن «الإثارة الجنسيّة» قد تعني أو تتضمن إثارة غير فيزيائية، جديرٌ بالذكر أن معظم الناس يقومون بإثاة جنسيّة فيزيائية للأعضاء التناسليّة لتحقيق الرعشة الجنسيّة، وإن «الإثارة الجنسيّة الفيزيائية» مصطلح أكثر تحديداً من «الإثارة الجنسيّة»)، تشير إحصاءات إلى أن 70-80 بالمئة من النساء يطلبن إثارةً بظريّة مباشرة (يدويّة مستمرة أو فمويّة أو أي احتكاك مركّز آخر للأجزاء الخارجيّة للبظر) للوصول للرعشة الجنسيّة، على الرغم من أن الإثارة البظريّة غير المباشرة (على سبيل المثال عبر الإيلاج المهبليّ) قد تكون كافيةً للرعشة الجنسيّة الأنثويّة. تحتوي المنطقة قرب مدخل المهبل (الثلث السفليّ) على ما يُقارب 90 بالمئة من النهايات العصبية المهبلية، وهناك مناطق في الجدار المهبليّ الأمامي وبين قمة الوصل بين الشفرين الصغيرين والإحليل تكون حساسة خصوصاً، ولكن الحصول على المتعة الجنسيّة الشديد بما في ذلك الرعشة الجنسيّة عبر الإثارة المهبليّة فقط حدثٌ عارض أو قد لا يحدث حتى لأن المهبل وبشكل واضح يحتوي على نهايات عصبيّة أقل من تلك الموجودة في البظر.

هناك جدال بارز حول كميّة النهايات العصبيّة المهبليّة، بدأ هذا الجدال بألفريد كينسي، على الرغم من أن نظريّة سيجموند فرويد حول أن الرعشات الجنسيّة البظريّة هي ظاهرة سابقة للبلوغ أو خاصة بالمراهقة وأن الرعشات الجنسيّة المهبليّة (أو الناجمة عن بقعة جي) شيء تختبره الإناث البالغات فقط، اِنتُقدت من قبل بعض الباحثين قبل كينسي، إلا أن كينسي يُعتبر أول من انتقدها بهذه الشدة. على الرغم من أن ملاحظاته عن الاستمناء الأنثويّ ومقابلاته مع آلاف النساء، إلا أن كينسي وجد أن معظم النساء اللاتي لاحظهن وفحصهن لم يتمكَّن من الحصول على رعشات جنسيّة مهبليّة، وهو ما دعمه معرفته بتشريح أعضاء الجنس. وقد قال الأكاديمي جانيس إم. إرفين أنه (كينسي) «انتقد فرويد والنظريين الآخرين لإسقاط البُنى الجنسانية الذكريّة على النساء» ولأنه «عرض البظر كالمركز الرئيسي للاستجابة الجنسيّة». وأنه اعتبر أن المهبل «غير مهم نسبياً» للمتعة الجنسيّة، معتمداً على أن «القليل من النساء أدخلن أصابعهن أو أشيا إلى داخل مهابلهن عند الاستمناء». معتقداً أن الرعشات الجنسيّة المهبليّة «استحالة فيزيولوجيّة» لأن المهبل لا يحتوي على نهايات عصبيّة بارزة للمتعة الجنسيّة أو الرعشة، و «خلص إلى أن المتعة من الإيلاج القضيبيّ بشكل أساسيّ نفسيّ أو قد يكون نتيجةً للحس المنتشر».

و قد دعمت أبحاث ماسترز وجونسون كما هو الحال بالنسبة لبحث شيري هيتي، دعمت هذه الأبحاث عموماً موجودات كينسي حول الرعشة الجنسيّة الأنثويّة. وكان ماسترز وجونسون أول الباحثين الذين يحددون البنى البظريّة المحيطة والممتدة على طول وداخل الأشفار. لاحظا أن كلا الرعشات الجنسيّة البظريّة والمهبليّة لهما نفس المراحل من الاستجابة الجسديّة، وقد وجدا أن معظم الحالات قد استطاعت تحقيق رعشات جنسيّة بظريّة، بينما هناك أقليّة حقَّقت رعشات جنسيّة مهبليّة. على هذا الأساس، جادل الباحثان في أن الإثارة البظريّة هي مصدر كلا نوعي الرعشات الجنسيّة، وذلك لأن البض يُثار خلال الإيلاج عبر الاحتكاك بعكس داخونه (القنسوة أو المقنعة). جاء هذا البحث في الموجة الثانية من النسويّة، وهذا ما ألهم النسويِّين والنسويَّات لرفض الفصل ما بين الرعشات الجنسيّة البظريّة والمهبليّة. وقد جادلت النسويّة آن كوديت في أنه بسبب حصول الرجال على رعشة جنسيّة بشكل أساسي عبر الاحتكاك بالمهبل«و ليس المنطقة البظريّة، هذا هو السبب في عدم تحليل بيولوجيّة النساء كما ينبغي. قالت في مقالتها عام 1970 أسطورة الرعشة الجنسيّة المهبليّة» اليوم، مع المعرفة الواسعة بعلم التشريح، وبوجود سي. لومبارد كيلي وكينسي وماسترز وجونسون من المصادر على سبيل المثال لا الحصر، ليس هناك جهل في موضوع «الرعشة الجنسيّة». وأضافت «هناك على أي حال أسباب اجتماعيّة لم تنتشر هذه المعرفة. نحن نعيش في مجتمع ذكوريّ لم يسع إلى تغيير دور المرأة».

هناك دراسة نُشرت عام 2005 تُدعى «دعم علاقة تشريحيّة بين البظر والمهبل»، وقد حققت هذه الدراسة في حجم المهبل، حيث لاحظت طبيبة المسالك البوليّة الأستراليّة هيلين أوكونيل التي وُصفت بأول من بدأ بخطاب إعادة التركيز وإعادة تعريف البظر بين أوساط الأطباء، لاحظت علاقة مباشرة بين ساقي أو جذري البظر والنسيج الانتصابيّ للبصلات البظريّة والأجسام بالإضافة إلى الإحليل القاصي والمهبل وذلك باستخدام تقنية التصوير بالرنين المنغناطيسيّ. بينما قامت بعض الدراسات باستخدام الأمواج فوق الصوتيّة ووجدت هذه الدراسات دليل فيزيولوجيّ على البقعة جي في النساء اللواتي أبلغْنَ عن حدوث رعشات جنسيّة خلال الإيلاج المهبليّ، جادلت أوكونيل في أن هذه العلاقة المترابطة تفسير فيزيولوجيّ لتخمين وجود البقعة جي واختبار الرعشات الجنسيّة المهبليّة، مع الأخذ بعين الاعتبار إثارة الأجزاء الداخليّة للبظر خلال الإيلاج المهبليّ. حيث قالت أن «الجدار المهبليّ في الواقع هو البظر»، «إذا رفعت الجلد عن المهبل على الجدران الجانبيّة، ستظهر بصلات البظر، وهي كتل مثلثيّة أو هلاليّة من النسيج الانتصابيّ». قامت أوكونيل وآخرون بتنفيذ تسليخات (عمليات تشريح) على أعضاء تناسليّة أنثويّة لجثث واستخدموا التصوير الفوتوجرافي لوضع خريطة لبنية الأعصاب في البظر، وهذا ما أكَّد عام 1998 أن هناك نسيج انتصابيّ مرتبط بالبظر أكثر مما هو موصوف في كتب التشريح، وبالتالي أدكوا (الباحثين) أن البظر أكثر من مجرد حشفة. وقد خلصوا إلى أن بعض الإناث لديهن أنسجة بظريّة وأعصاب أكثر من أُخريات، خصوصاً أنهم (الباحثين) قد لاحظوا هذا في جثث تعود لشابات بالمقارنة مع جثث تعود لنساء أكبر عمراً، وبالتالي في حين أن أغلبية الإناث قد يُحقِّقن رعشة جنسيّة بالإثارة المباشرة للأجزاء الخارجيّة للبظر، قد تكون إثارة الأنسجة الأكثر عموميَّةً للبظر عبر الإيلاج المهبليّ كافية.

و قد أبلغ الباحثان الفرنسيَّان أوديل بويسون وبيير فولديه عن موجودات مشابهة لتلك التي تحدثت عنها أوكونيل. نشر هذان الباحثان عام 2008 أول تصوير كامل ثلاثي الأبعاد للبظر المُثار، وأعادا نشره عام 2009 في بحث جديد، مظهرين طرق احتقان النسيج الانتصابيّ في البظر وإحاطته بالمهبل. وعلى أساس موجوداتهما، جادل الباحثان أن الناء قد يكنَّ قادرات على تحقيق الرعشة الجنسيّة المهبليّة عبر إثارة البقعة جي، لأن البظر عالي التعصيب ينسحب قريباً من الجدار الأمامي للمهبل عندما تكون المرأة هائجة جنسياً وخلال الإيلاج المهبليّ. وقد أكَّد الباحثان أنه نظراً لأن الجدار الأمامي للمهبل مرتبط ارتباطاً وثيقاً بالأجزاء الداخليّة للبظر، فإن إثارة المهبل دون تفعيل البظر قد يكون مستحيلاً. وفي دراستهما التي نشراها عام 2009، «أظهرت المستويات الإكليليّة خلال انكماش العجان وإدخال اليد علاقة وثيقة بين جذر البظر والجدار الأمامي للمهبل». وقد اقترح الباحثان بويسون وفولدييه «أن الحساسيّة الخاصة للجدار المهبليّ الأماميّ السفليّ يمكن شرحها بضغط وحركة جذر البظر خلال الإيلاج المهبليّ والانكماش العجانيّ اللاحق».

وافق الباحث فينسيزو بوبُّو على أنه ليس هناك دليل تشريحيّ على الرعشة الجنسيّة المهبليّة، إلا أنه جادل في الوصف المصطلحي والتشريحيّ للبظر لأوكونيل وباحثين آخرين (كالإشارة إلى البصلات الدهليزيّة كـ«بصلات البظر») وقال أن «البظر الداخليّ» غير موجود لأن القضيب لا يمكن أن يتصل مع تجمّع لعدة أعصاب وأوردة التي تقع حتى زاوية البظر، والتي تم تفصيلها من قبل جورج لودفيج كوبلت، أو مع جذور البظر التي لا تمتلك مستقبلات حسيّة أو حساسيّة احتقانيّة خلال الجماع المهبليّ. تعارض اعتقاد بوبُّو مع الاعتقاد العام بين الباحثين بأن الرعشات الجنسيّة المهبليّة نتيجة للإثاة البظريّة، وقد أكَّد الباحثون مرَّة أخرى أن الأنسجة البظريّة تمتد أو تُثار على الأقل بواسطة بصلاتها، حتى في المنطقة التي أُبلغ عن كونها البقعة جي.

تم النظر إلى كون البقعة جي مناددة (مقابل تشريحيّ) لقاعدة القضيب الذكريّ، بعاطفة من قبل الباحث أميكاي كليشيفيسكي أنه وبسبب كون التطوُّر الجنينيّ الأنثويّ هو الحالة «المفترضة» في غياب التعرُّض الكبير للهرمونات الذكريّة وبالتالي فإن القضيب حتماً بظر تضخَّم بواسطة هذه الهرمونات، لا يوجد أي دليل تطوُّريّ لم يكون للأنثى بنية أخرى تنتج رعشة جنسيّة بالإضافة إلى البظر. تُمثِّل الصعوبة في تحقيق الرعشة الجنسيّة مهبليَّاً مأزقاً ناجماً عن طبيعة تسهيل عملية وضع الطفل (الولادة) عن طريق الحد بشكل كبير من عدد النهايات العصبيّة المهبليّة، وإن صعوبة تحقيق الرعشة الجنسيّة مهبلياً تتحدى الحجج القائلة أن الرعشات الجنسيّة المهبليّة تساعد على تشجيع الجماع الجنسيّ لتسهيل التكاثر. ومع ذلك، فإن هناك دراسة نُشرت عام 2011 من قِبل جامعة روتجرز، تحت اسم «دعم بقعة جي منفصلة»، كانت هذه الدراسة الأولى في وضع خارطة للأعضاء التناسليّة الأنثويّة على القسم الحسيّ من الدماغ، وأشارت المسوحات التي تم إجراؤها إلى أن الدماغ قد سجَّل مشاعر منفصلة بين إثارة البظر وعنق الرحم والجدار المهبليّ-حيث يُقال أن البقعة جي موجودة- عند قيام عدة نساء بإثارة أنفسهن بوجود جهاز تصوير رنين مغناطيسي وظيفي. وقد قال رئيس الباحثين باري كومساروك أنه شعر بأن «معظم الأدلة تظهر أن البقعة جي ليست شيئاً محدداً» وأنها «منطقة، إنها تلاقي لعدة بنى مختلفة».

## الأهمية السريرية

### التعديل

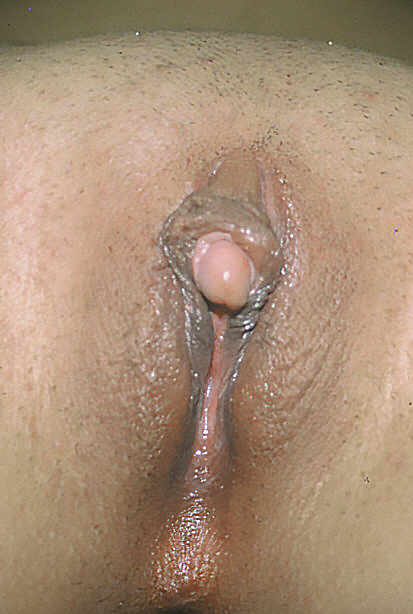
بظر متضخم

هناك تعديلات عديدة متعمَّدة وأخرى غير مقصودة تطرأ على البظر، وتشتمل هذه التعديلات ختان الإناث (تشويه الأعضاء التناسليّة لدى الإناث) وجراحة إعادة تعيين الجنس بالإضافة إلى ضخامة البظر وثقب الأعضاء التناسليّة. على سبيل المثال، قد يؤدي استخدام لاعبات بناء الأجسام والرياضيات الآخريات الستيروئيد الابتنائي (منشطات) إلى ضخامة واضحة في البظر بالتزامن مع تأثيرات زيادة العضليّة على أجسامهن. قد تُعزى ضخامة البظر أيضاً إلى شذوذات خلقيّة في الأعضاء التناسليّة.

يمكن إزالة البظر في جراحات استئصال البظر كجزء من استئصال الفرج الجذريّ لعلاج السرطان كالورم داخل الظهاري الفرجيّ، على أي حال فإن العلاجات الحديثة فضل انتهاج نهج أكثر تحفُّظاً، حيث أن جراحات الغزو قد تؤدي إلى نتائج نفسيّة جنسيّة. كما وتتضمن جراحة استئصال البظر غالباً إزالة أجزاء من البظر قد تُزال بشكل جزئي أو كامل خلال ختان الإناث، والتي من الممكن أن تُعرف أيضاً تشويه الأعضاء التناسليّة الأنثويّة أو قطع الأعضاء التناسليّة الأنثويّة. جديرٌ بالذكر أن إزالة حشفة البظر لا تعني خسارة كامل البنية، وقد توصل الباحثون إلى هذا بعد أن تعمَّقوا في دراسة الأعضاء التناسليّة.

في رأب البظر التخفيضيّ وهي عملية مشتركة بين الجنسين، يتم الحفاظ على حشفة البظر بينما يتم استئصال أجزاء من الأجسام الانتصابيّة. تتضمن مشاكل هذه التقنية خسارة الحساسيّة والوظيفة الجنسيّة وانسلاخ الحشفة. هناك طريقة واحدة للحفاظ على البظر مع تعصيبه ووظيفته وهي مراكبة ودفن حشفة البظر، على أي حال فقد قال سينسالي وآخرون أن «الألم خلال الإثارة بسبب الأنسجة المحاصرة تحت الندبة روتينيّ.في طريقة أخرى يُزال 50% من البظر البطنيّ خلال مستوى قاعدة جدل (جسم) البظر، وقد أُبلغ أنه قد لُوحظ إحساسٌ جيِّد ووظيفة بظريّة جيِّدة في ما تلاها»، بالإضافة إلى أنه قد «أُبلغ عن مضاعفات هي نفسها من تلك الناتجة عن الإجراءات القديمة لهذه الطريقة».

إن ما يُشار إليه غالباً باسم بـ«ثقب البظر» هو في الواقع الأكثر شيوعاً (و الأقل مضاعفاتاً بشكل واضح) ثقب داخون البظر (أو المقنعة أو القلنسوة). ولأن ثقب البظر عملية صعبة ومؤلمة جداً، وإن ثقب داخون البظر أكثر شيوعاً من ثقب جدل (جسم) البظر وذلك بسبب النسبة الضئيلة من الناس المناسبين تشريحيَّاً لهذه العمليّة. عادةً يتَّجِهُ ثقوب داخون البظر بشكل الثقب العموديّ وبدرجة أقل الثقب الأفقيّ. الثقب المثلثيّ هو ثقب أفقيّ عميق جداً ويُجرى خلف البظر بدلاً من إجراءه أمامه. أنماطٌ كإيزابيلا تتم عبر تمرير عبر جدل (جسم) البظر ولكنه يتوضَّع (الثقب) عميقاً من القاعدة، يُقدِّمُ هذا النمط إثارة فريدة وما يزال هذا النمط يتطلَّب أعضاء تناسليِّة مناسبة لإجرائه، يبدأ نمط إيزابيلا بين حشفة البظر والإحليل و يخرج عند قمة الداخون البظريّ، جديرٌ بالذكر أن هذا الثقب خطير جداً بالنظر إلى الأذية التي قد تحدث الأعصاب المتقاطعة الموجودة.

### الاضطرابات الجنسيّة
تؤدي اضطرابات التهيُّج التناسليِّة الدائمة إلى تهيُّج جنسيّ عفويّ مستمر وغير قابل للضبط، مع أو بدون رعشة جنسيّة، غير مرتبط بأي مشاعر جنسيّة أو رغبة جنسيّة. أيضاً حالة قُساح البظر تُعرف أيضاً بالبظريّة وهي حالة نادرة، و ربما تُوصف بأنها مؤلمة وتُوصف أحياناً كأحد أوجه اضطرابات التهيُّج التناسليِّة الدائمة، حيث لا يعود النسيج الانتصابيّ لحالة الراحة لفترة ممتدة من الوقت بشكل غير اعتياديّ (تتراوح من دقائق وحتى أيام)، على الرغم من غياب الإثارة البدنيّة والنفسيّة، يمكن أن تترافق اضطرابات التهيُّج التناسليّة المستمرة مع تعديلات شكليّة (مورفولوجيّة) مرتبطة بالأبعاد والتوعية الدمويّة للبظر.

قد تُسبِّب الأدوية قُساحاً بظريَّاً أو تؤثر عليه. و من المهروف أن الترازودون يُسبِّب قُساح ذكريّ كتأثير جانبيّ، و لكن هناك تقرير موثَّق واحد فقط يشير إلى أنه قد يُسبِّب قُساح بظريّ، و في هذه الحالة قد يكون إيقاف الدواء علاجاً. بالإضافة إلى النيفازودون قد وُثِّق أنه يسبب ضخامة بظر كشيء منفصل القساح البظريّ في حالة واحدة، و قد يبدأ أحياناً القساح البظريّ كنتيجة أو بعد إيقاف أدوية مضادات الذهان أو مثبطات قبط السيروتونين الانتقائية.

و لأن اضطرابات التهيُّج التناسليّة الدائمة نادرة نسبياً وتسبُّبها بالقُساح البظريّ، أُجريت بحوث حولها بدءاً من عام 2001، هناك بحث صغير حول ما قد يخفِّف أو يعالج الاضطراب. في بعض الحالات الموثَّقة، حدثت هذه الاضطرابات أو أدَّت لتشوُّه شرياني وريدي حوضي مع فروع شريانيّة للبظر، و كان العلاج الجراحيّ فعَّالاً في هذه الحالات.

## المجتمع والثقافة

### اليونان القديمة وحتى القرن السادس عشر، المعرفة والعوام
بالنظر للخصائص التاريخيّة والحديثة للبظر والمترافقة مع الإثارة الجنسيّة البظريّة، لأكثر من 2.500 عام كانت هناك مدارس اعتبرت البظر والقضيب متعادلين في جميع الأوجه باستثناء تركيبهما. على أي حال، كان البظر موضوعاً «للاستكشاف» و «إعادة الاستكشاف» خلال الوثائق التجريبيّة من قبل باحثين ذكور، و ذلك لكونه متروكاً بشكل متكرر أو مُعاد ذكره في النصوص التشريحيّة التاريخيّة والمعاصرة. كان الإغريق القدماء والرومان القدماء وأجيال الإغريق والرومان خلال وحتى النهضة، كانوا مدركين أن الأعضاء الجنسيّة الذكريّة والأنثويّة متشابهة تشريحياً، و لكن علماء التشريح البارزين وبشكل ملحوظ جالينوس وفيزاليوس نظروا إلى المهبل باعتباره البنية المعادلة للقضيب، باستثناء كونه مُنقلباً، فقد جادل فيزاليوس وقال بعدم وجود البظر في النساء الطبيعيّات، و قد وصف نموذجه التشريحيّ كيف يُلاءم القضيب المهبل دون أي دور للبظر.

حددت الجنسانيّة الرومانيّة والإغريقيّة بالإضافة إلى ذلك الإيلاج (Penetration) على أنها سلوك جنسانيّ «مُعرَّف ذكورياً». و قد اِستُخدم مصطلح tribas أو tribade مرتبطاً بالمثلية الجنسيّة للإناث للإشارة إلى المرأة أو الفرد مختلط الجنس الذي يقوم بالإيلاج في شخص ما (ذكراً أو أنثى) باستخدام البظر أو قضيب اصطناعيّ.و ككل نشاط جنسيّ اِعتُقد أنه يتطلَّب من أحد الشريكين أن يكون بقضيب وبالتالي فإن النشاط الجنسيّ بين امرأتين كان مستحيلاً دون هذه الميزة، و بالتالي فإن كل الأساطير الشائعة التي ترافقت بقصص لمثليَّات الجنس كانت إما مرافقة لأبظر متضخمة أو بنساء غير قادرات على التمتُّع الجنسيّ بدون استخدام قضيب.

De re anatomica

عام 1545 كان تشارلز استيان أول كاتب يُعرِّفُ البظر في أحد أعماله القائمة على تسليخ الجثث، و لكنه خلص إلى أن للبظر وظيفة بوليّة. تبع هذه الدراسة ريلدو كولومبو (عُرف أيضاً باسم ماثيو رينالدو كولومبو) و هو محاضر في الجراحة في جامعة بادوفا في إيطاليا، حيث نشر كتاباً دُعي باسم De re anatomica عام 1559 وصف فيه «مقعد فرحة المرأة». و قد خلص كولومبو بدوره كباحث إلى أنه «لأن أحداً لم يميز هذه الإسقاطات ودورها، و إن كان مسموحاً لإعطاء أسماءٍ للأشياء التي اكتشفتها، ينبغي أن تُدعى حب أو حلاوة فينوس» في إشارة إلى فينوس (الزهرة) في الميثيولوجيا وهي إلهة الحب الجنسيّ. و قد اعترض غابرييلي فالوبيو (مكتشف أنبوب فالوب) خليفة كولومبو في جامعة بادوفا على ادعاء كولومبو، حيث قال فالوبيو أنه كان أ، ل من اكتشف البظر. في عام 1561 قال فالوبيو «أهمل علماء التشريح الحديثون البظر بالكامل ... و لم يقولوا كلمةً عنه ... و إذا تحدَّث أحدٌ ما عنه، اعلم أنه قد أخذه مني أو من أحد طلابي». و قد سبَّب هذا اضطراباً في المجتمع الطبيّ الأوروبيّ وفي قراءة وصف كولومبو وفالبيو التفصيليّ للبظر، فقد قال فيزاليوس «من غير المعقول أن نلوم الآخرين لعدم الكفاءة على أساس بعض ما لاحظته في بعض النساء وعزو هذا الجزء الجديد وغير المفيد كما لو أنه عضو عند النساء الصحيحات». و قد خلص فيزاليوس إلى الآتي «أعتقد أن هذه البنية تظهر في المخنثات اللواتي تشكلت لديهن الأعضاء التناسليّة بشكل جيّد كما وصف بولس الأجنيطي، و لكنني لم أرَ إطلاقاً عند أي امرأة قضيباً (الذي سماه الإغريق بالشفر الصغير المتضخم وصنَّفوه كمرض) أو حتى أي أساسيّات لقضيب صغير».

و بالنسبة لعلماء التشريح المتوسطين عانوا من صعوبة في تحدِّي أبحاث جالينوس وفيزاليوس، حيث كان جالينوس أشهر طبيب في العصر الإغريقي كما اعتبرت أعماله معيار الفهم الطبيّ حتى عصر النهضة وخلاله، و قد البدء باستخدام العديد من المصطلحات لوصف البظر بدت كما لو أنها تخلط في بنية البظر. فقد سمَّى كولومبو بحلاوة فينوس فيما استخدم أبقراط مصطلح columella («العمود الصغير») فيما سمَّاه الطبيب العربي الزهراوي «الوتر». أشارت هذه الأسماء إلى أن كل وصف للبنى كان عن جسم وحشفة البظر، و لكن عادةً الحشفة. كما كان البظر معروفاً للرومان أيضاً وقد أطلقوا عليه اسم landica (بالعامية المبتذلة). على أي حال، فقد شعر ألبيرتوس ماغنوس أحد أكثر كتاب القرون الوسطى غزارةً في الكتابة بأنه من الضروري الإضاءة على «المتناددات بين البنى والوظائف الذكريّة والأنثويّة» عبر إضافة «سيكولوجيا التهيُّج الجنسيّ» التي لم يستخدمها أرسطو للحديث بشيء من التفصيل عن البظر. بينما أشار قسطنطين الإفريقي في مقالة له بعنوان libre de coitu، فقد أعطى ماغنوس اهتمام متساوٍ للأعضاء الذكريّة والأنثويّة.

و كما هو الحال بالنسبة لابن سينا فقد استخدم ماغنوس مصطلح virga للإشارة إلى البظر، و لكنه وظَّفها للأعضاء التناسليّة الذكريّة و الأنثويّة، و على الرغم من جهوده لإعطاء أرضية مُعادلة للبظر، فقد استمرت حلقة إخماد و إعادة اكتشاف البظر، و يبدو التبرير السائد في القرن السادس عشر لاستئصال البظر كما لو أنه يخلط بين المخنثات و عدم الدقة الناجمة عن كلمة nymphae الحوريات التي كانت تشير إلى الشفرين الصغيرين و التي كانت مقام كلمة Clitoris البظر. تشير كلمة Nymphotomia إلى عملية طبيّة لاستئصال البظر الكبير، و لكن ما كان يُعتبر «كبيراً بشكل غير طبيعيّ» كان غالباً قائماً على التصوُّر. كان هذا الإجراء يُنفَّذ روتينياً على النساء المصريات، بسبب أطباء كـجاك داليشامبس الذي اعتقد أن هذا الشكل من البظر كان «ميِّزةً غير اعتياديّة تحدث في جميع النساء المصريات [و] بعض نسائنا، لذا عندما وجدن أنفسهن مع النساء الأخريات، أو بسبب احتكاك ملابسهن به أثناء مشيهن أو عند رغبة أزواجهن بالاقتراب منهن، فإنها تنتصب كالقضيب الذكريّ و حتَّى أنهن استخدموه ليلعبن مع نساء أخريات كما يفعل أزواجهن ... لذا فقد قُطعت هذه الأجزاء».

### القرن السابع عشر و حتى الآن، المعرفة و العوام
رفض عالم التشريح الدانمركيّ كاسبر بارثولين في القرن السابع عشر ادعاءات كولومبو و فالبيو أنهم اكتشفوا البظر، و جادل في أن البظر قد عُرف على نطاق واسع في العلوم الطبيّة قبل القرن الثاني. على الرغم من أن القابلات في القرن السابع عشر أوصين الرجال و النساء بأن على المرأة تحقيق الرعشات الجنسيّة لمساعدتهن على حمل سليم من ناحية الصحة العامة و الرفاهيّة و الإبقاء على العلاقات صحيّة، و قد استمر الجدال حول أهمية البظر، و بشكل ملحوظ في عمل رينيه دو جراف في القرن السابع عشر و جورج لودفيج كوبلت في القرن التاسع عشر.

و قد انتقد دو جراف كفالبيو و بارثولين ادعاء كولومبو بأنه قد اكتشف البظر، و يبدو أن عمله قدَّم أول فهم دقيق لتشريح البظر. " قال دو جراف "نحن مندهشون بشدَّة أن بعض علماء التشريح لا يذكرون هذا الجزء أكثر مما لو كان غير موجود على الإطلاق في عالم الطبيعة". و أضاف "في كل جثة قمنا بتسليخها (تشريحها) وجدناه (البظر) ممكن الرؤية و اللمس". شدد دو جراف على الحاجة للتمييز بين الشفر الصغير nympha و البظر clitoris، حيث اختار "أن يمنح دائماً [البظر] الاسم Clitoris" لتجنب الارتباك، أدَّى هذا إلى الاستخدام المتكرر للاسم الصحيح لعضو بين أوساط علماء التشريح، و لكن بالنظر إلى مصطلح nympha فقد تنوَّع استخدامه و أخيراً استقر على الشفر الصغير، و لكن تلا ذلك المزيد من الارتباك. و قد بدأ النقاش فيما إذا كان البظر مهمَّاً للمرأة أم لا في العصر الفيكتوري، و قد أثَّرت نظرية فرويد عام 1905 حول كون الرعشات الجنسيّة البظريّة غير ناضجة (انظر أعلاه) بشكل سلبي على جنسانية النساء خلال معظم القرن العشرين. خلال الفترة بين القرن الثامن عشر و القرن العشرين و لاسيَّما في القرن العشرين حُذفت تفاصيل البظر من الأشكال التي تظهر الأعضاء التناسليّة المتنوعة الواردة في القرون السابقة من النصوص اللاحقة.

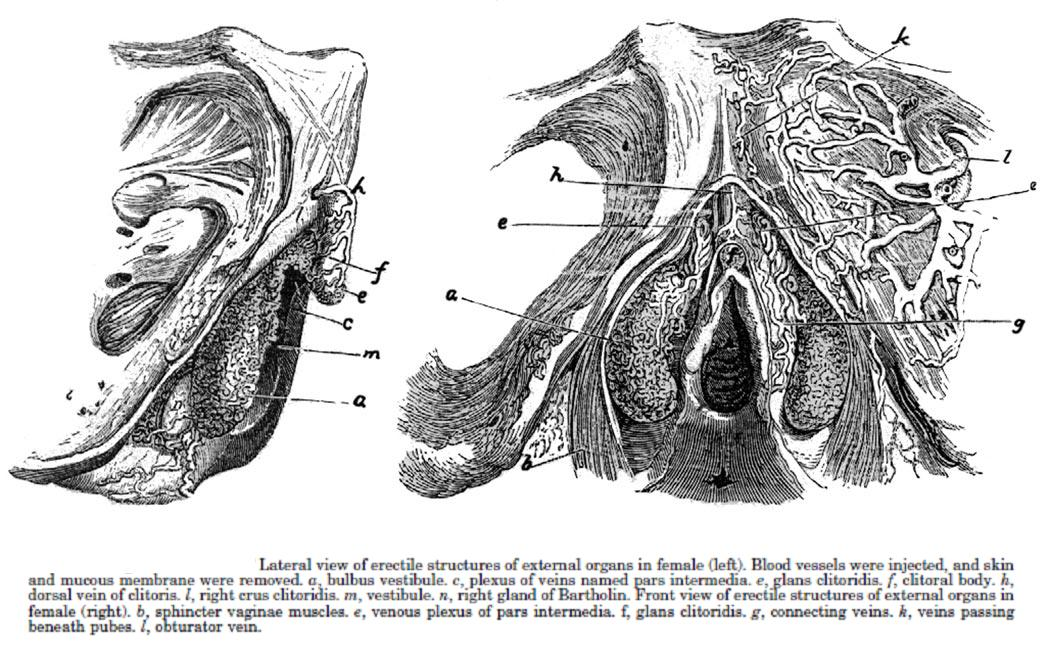
شكل ترسيمي لتشريح البظر من عمل جورج لودفيج كوبلت

لمَّح ماسترز و جونسون عام 1966 إلى المدى الكامل للبظر، و لكن بسبب هذه الطريقة المشوشة أضحت أهمية وصفهما للبظر غامضة، و في عام 1981 واصل الاتحاد الفيدالي النسويّ لعيادات صحة النساء (الإنجليزيّة: the Federation of Feminist Women's Health Clinics، اختصاراً FFWHC) هذه العملية مع إيراد أشكال تشريحيّة دقيقة تُظهر 18 بنية من البظر. و على الرغم من ظهور رسومات الاتحاد الفيدرالي النسويّ لعيادات صحة النساء وصفت جوزفين لوندس سيفيلي عام 1987 المهبل بأكثر من كونه نظير القضيب.

و فيما يتعلَّق بالمعتقدات الأخرى حيال البظر، وجد هايت (1976 و 1981) أنه خلال العلاقة الحميميّة الجنسيّة مع شريك فإن الإثارة البظريّة كانت تُوصف من قبل النساء بأنها مداعبة أكثر من وصفها كطريقة أوليّة للنشاط الجنسيّ بما فيه الرعشة. أبعد من ذلك، على الرغم من أن عمل الاتحاد الفيدراليّ النسويّ لعيادات صحة النساء خلق «أرضيّة خصبة للإصلاح النسويّ للنصوص التشريحيّة» و «ثورة في الأوصاف الموجودة و تقديمات البظر»، إلا أنه لم يكن له تأثير عام على النصوص التشريحيّة، حيث استغرق الأمر حتى آواخر تسعينيات القرن العشرين للبدء بتغيير طريقة تعريف البظر تشريحياً بفضل أبحاث هيلين أوكونيل. تصف أوكونيل أوصاف المراجع التشريحيّة النموذجيّة للبظر بأنها تفتقد للتفصيل و تتضمن عدم دقة، فالوصف التشريحيّ القديم و الحديث لتشريح الجهاز التناسليّ والبوليّ لدى الأنثى البشريّة ارتكز على عمليات تسليخ (تشريح) أُجريت على جثث قديمة انكمشت أنسجتها الانتصابيّة (البظريّة). و قد اعتفت بعمل جورج لودفيج كوبلت كأكثر وصف مفهوم و دقيق لتشريح البظر. تكمل مقاييس التصوير بالرنين المغناطيسي، التي تقدِّم طريقة حيّة و متعددة المستويات للفحص، تكمل هذه المقاييس جهود أبحاث الاتحاد الفيدرالي النسويّ لعيادات صحة النساء و أبحاث أوكونيل التي تركِّز على البظر، حيث تظهر هذه المقاييس أن حجم النسيج الانتصابيّ للبظر أكبر بعشرة مرات مما هو معروض في مكاتب الأطباء و مراجع التشريح.

و في دراسة لبروس باجميهل على السجل الحيوانيّ (1978-1997)، احتوت على أكثر من مليون وثيقة من أكثر من 6.000 مجلة علميّة، تم العثور على 539 مقالة تركِّز على القضيب، بينما وُجد 7 تركِّز على البظر. عام 2000 خلص الباحثان شيرلي أوجليتري و هارفي جينسبرج أن هناك تجاهلاً عاماً لكلمة clitoris (البظر) في العاميّة الشائعة، فقد نظر الباحثان إلى المصطلحات المستخدمة لوصف الأعضاء التناسليّة في قاعدة بيانات PsycINFO منذ 1887 حتى 2000 و وجدوا أن كلمة penis (قضيب) اِستُخدمت في 1.482 مصدراً بينما كلمة vagina (المهبل) في 409 مصدر بينما كلمة clitoris (البظر) في 83 مصدراً فقط. كما قاما بتحليل 57 كتاباً مدونة في قاعدة بيانات على الحاسوب لتعليم الجنس. في معظم الكتب، كان القضيب أكثر جزء من الجسم يُناقش، و ذكر أكثر من البظر والمهبل والرحم. و من ثم درس الباحثان أخيراً المصطلحات المستخدمة من قبل طلاب الجامعات الأوروبيين الأمريكيين (76%) و الإسبانيين (14-18%) و الأمريكيين الأفريقيين (4-7%)، مع الأخذ بعين الاعتبار معتقدات الطالب حول الجنسانيّة و المعرفة في هذا الموضوع. كان أغلبية الطلاب الساحقة متعلمين أن يعتقدوا بأن المهبل المقابل الأنثوي للقضيب. وجد الكتاب أن اعتقاد الطلاب بأن الجزء الداخليّ أكثر جزء حسَّاس جنسيَّاً من جسم الأنثى مرتبط بمواقف سلبيّة تجاه الاستمناء و بدعم قويّ للأساطير الجنسيّة.

أبلغت دراسة أُجريت عام 2005 أنه في عين من الطلاب غير المتخرِّجين، فإن مصادر المعرفة المتعلِّقة بالبظر الأكثر تكرارا كانت الأهل و الأصدقاء، و أن هذا كان مرتبطاً مع أقل كميّة من المعرفة المُختبرة. كانت المعرفة القائمة على التجربة الذاتيّة الأقل من بين المصادر المذكورة، و لكن «أجاب المستجيبون بشكل صحيح، في المتوسط، ثلاث من أصل خمس إجراءات متعلِّقة بمعرفة البظر». قال الكتاب أن «المعرفة مرتبطة بشكل واضح مع تواتر الرعشة الجنسيّة في الاستمناء و لكن ليس في ممارسة الجنس مع شريك» و أن «نتائجـ (ـهم) مُناقَشة في ضوء عدم المساواة بين الجنسين و البناء الاجتماعي للجنسانيّة و التي أقرَّها الرجال و النساء تعطي الأفضليّة للرضا الجنسيّ للرجل على المتعة الجنسية للمرأة، و لذا فإن الرعشة الجنسيّة للمرأة مُرضية و لكنها في نهاية المطاف عارضة». خلص الكتاب إلى أن جزءاً من الحل لعلاج «هذه المشكلة» يتطلَّب أن يتم تعليم الذكور والإناث أكثر حول البظر أكثر مما يتم الآن.

في عام 2012 بدأت فنانة نيويورك صوفيا والاس العمل على مشروع ملتيميديا لتحدِّ المفاهيم الخاطئة حول البظر. بناءاً على بحث أوكونيل عام 1998 أكَّد عمل والاس المدى الحقيقي للبظر البشريّ و قياسه. قالت والاس أن الجهل بهذا الأمر لا يزال منتشراً في المجتمع الحديث، و أضافت «إنها معضلة غريبة أن تلاحظ التناقض الذي من ناحية أن الجسم الأنثويّ يُمثِّل الاستعارة الأوليّة للجنسانيّة و استخدامه (الجسم الأنثويّ) يُشبع الإعلان و الفن و الخيال الجنسيّ السائد». كما قالت «و مع ذلك، فإن البظر و هو العضو الجنسيّ الأنثويّ الحقيقيّ غير مرئيّ تقريباً». دُعي المشروع Cliteracy و تضمَّن Clit rodeo و هو نموذج تفاعليّ للتسلُّق على بظر ذهبيّ عملاق، يتضمَّن النموذج الأجزاء الداخليّة للبظر، و قد أُنتج بمساعدة النحّات كينيث توماس. و قالت والاس «لقد كان عرضاً مثيراً للإعجاب أينما عُرض. الناس متشوِّقون ليتكلموا عن هذا الأمر». وأضافت «أحب رؤية الرجال واقفين فوق البظر [...] إن عدم الوصول إلى المتعة التي هي من حقك عملٌ سياسيّ عميق».

في مايو/أيّار 2013 أطلقت مجموعة Clitoraid الإنسانيّة أول حدث سنويّ و هو أسبوع وعي بالبظر عالميّ، بدءاً من 6 مايو/أيار حتى 12 مايو/أيار. قالت المتحدثة باسم المجموعة نادين جاري أن مهمة المجموعة رفع مستوى الوعي العام حول البظر لأنه «تم تجاهله و ذمُّه و جعله محرماً و اعتباره خطيئة وعاراً لقرون».

### الأسباب التقليدية والتجميلية لتعديل البظر
تختلف دوافع تعديل البظر والختان. يختبر من يأخذون الهرمونات كجزء من التحوُّل الجنسيّ من إناث إلى ذكور عادةً نمواً بظرياً دراماتيكياً، حيث تؤدي رغبات الفرد و صعوبات عملية رأب القضيب (بناء القضيب) غالباً إلى الإبقاء على الأعضاء التناسليّة الأصليّة مع البظر المتضخّم كمنادد للقضيب (جراحة إعادة تعيين الجنس من أنثى إلى ذكر). على أي حال، لا يمكن أن يصل البظر إلى حجم القضيب حتى في وجود الهرمونات. قد تُجرى عملية جراحية لإضافة وظيفة للبظر، وهي بديل لعملية رأب القضيب (بناء القضيب) يسمح هذا الإجراء بالاحتفاظ بالإحساس الجنسيّ للبظر.

هناك جدلٌ كبير يحيط بعملية تشويه الأعضاء التناسليّة الأنثويّة، و قد أقامت منظمة الصحة العالمية عدة حملات ضد هذه الإجراءات دفاعاً عن حقوق الإنسان، حيث قالت المنظمة أن «ليس لتشويه الأعضاء التناسليّة الأنثويّة أي فوائد صحيّة» و «تُمثِّل انتهاكاً لحقوق الإنسان بالنسبة للفتيات والنساء» كما أنها «تعكس وجود عدم مساواة عميقة بين الجنسين». جديرٌ بالذكر أن هذه الممارسة كانت موجودة في مرحلة ما أو أخرى في جميع الحضارات البشريّة، وأشيع الغايات هي السيطرة على السلوك الجنسيّ بما في ذلك الاستمناء بالنسبة للفتيات والنساء، بالإضافة إلى تغيير شكل البظر. تُمثِّلُ العادات و التقاليد السبب الأكثر شيوعاً لإجراء التشويه، حيث تعتقد بعض الثقافات أن عدم إجراء التشويه سيخلّ بتماسك أنظمتهم السياسيّة والاجتماعيّة حيث تُجرى عملية التشويه لدى هذه الثقافات مترافقةً مع بلوغ الفتاة. و في كثير من الأحيان، لا تُعتبر الفتاة بالغةً في المجتمعات التي تمارس التشويه حتى تُجرى عملية التشويه على الفتاة، كما «يُعتقد أن إزالة البظر والشفرين-التي ينظر إليها البعض باعتبارها أجزاء ذكوريّة في جسد المرأة- تُعزِّز أنوثة الفتاة، و ترادف غالباً الانقياد والطاعة».

تُجرى عملية تشويه الأعضاء التناسليّة في عدة بلدان، ولا سيَّما في أفريقيا، حيث تتضمن 85% من عمليات تشويه الأعضاء التناسليّة الأنثويّة استئصال البظر أو الختان، و بدرجة أقل في أجزاء أخرى من الشرق الأوسط و جنوب غرب أفريقيا، على الفتيات بدءاً من عمر عدة أيام و حتى منتصف المراهقة، و غالباً بغية خفض الرغبة الجنسيّة في محاولة للحفاظ على العذريّة المهبليّة. تُمارس هذه العملية بعض الأحيان في الولايات المتحدة على فتيات ولدن ببظر أضخم من المعتاد. يقول كومفورت موموه المتخصص في موضوع تشويه الأعضاء التناسليّة أنه من المحتمل أن عملية التشويه «قد مُورست في مصر القديمة كإشارة كدليل للتمييز بين الأرستقراطيّة»، هناك تقارير تفيد بوجود آثار لهذه العمليات على المومياوات المصريّة. جديرٌ بالذكر أن تشويه الأعضاء التناسليّة لا يزال يُمارس في بعض أجزاء مصر بشكل روتيني. و قد ورد في تقرير لجرينبيرج و آخرين أن «دراسة وجدت أن 97% من النساء المتزوجات في مصر قد وقع لهن شكل من أشكال تشويه الأعضاء التناسليّة». و قد قالت منظمة العفو الدولية عام 1997 أن أكثر من مليوني عملية تشويه للأعضاء التناسليّة الأنثوية تُجرى كل عام.

بالنظر للإناث اللواتي يعانين من حالة تضخُّم غدة كظريّة خلقيّ، تتطلَّب المجموعة الأكبر من الحالات عمليات تصحيح جنسيّ، حيث يقول أتيلا سينالي "إن التوقُّعات الرئيسية لهذه العلميات جعل الأنثى طبيعيّة تشريحياً، مع أقل مضاعفات و تحسين في نوعية الحياة"". ويضيف سينالي أن "التجميل والسلامة البنيوية والقدرة على الجماع عبر المهبل وغياب الألم خلال النشاط الجنسيّ هي المعلمات التي يحكم عليها الجراح". كما يقول أنه على الرغم من أنه "يمكن تحديد التوقُّعات بهذه المعلمات القليلة، فإن التقنيات العملياتيّة لم تصبح متجانسة بعد. وقد فضَّل المحققون عمليات مختلفة باختلاف أعمار المرضى".

تُمثِّل عملية التقييم الجنساني والعلاجات الجراحيّة الخطوتين الرئيسيتين في عمليات التحويل الجنسيّ. يقول أتيلا أن «العلاجات الأولى لضخامة البظر كانت ببساطة استئصال البظر. لاحقاً أضحى من المفهوم أن حشفة البظر والمُدخل الحسيّ مهم لتسهيل الرعشة الجنسيّة». كما أضاف أن لظهارة حشفة البظر «حساسية جلديّة عالية، و هو أمر هام في الاستجابات الجنسيّة» ولهذا السبب فإن «استئصال رأب البظر وُضع لاحقاً كعلاج بديل، ولكن تخفيض رأب البظر هي الطريقة المتبعة حالياً».

### وجهات النظر الأثارية والتكيفية والتكاثرية
تمت مناقشة ظهور البظر وفق ثلاث وجهات نظر: كونه عضواً أثارياً أو أنه يُمثِّلُ تكيُّفاً أو يخدم بوظيفة تكاثريّة. يقول جيفري ميلر أن هيلين فيشر وميريديث سمول و ساره بلافر هردي «اعتبروا الرعشة الجنسيّة البظريّة تكيُّفاً مشروعاً في حد ذاته، مع انعكاسات كبيرة على السوك الجنسيّ الأنثويّ و التطوُّر الجنسيّ». و يعتقد ميلر كما هو الحال بالنسبة لين مارجوليوس و نتالي أنجير أن «البظر البشريّ لا يظهر أي علامات واضحة لتطوُّر مباشر من اختيار بين جنسيّ ذكريّ (القضيب)، فهو (البظر) ليس كبيراً بشكل خاص، ذو لون زاهي، و يتحدد شكله بشكل خاص أو يظهر بشكل انتقائي خلال الملاطفة». و يتناقض هذا مع أنواع الإناث الأخرى كالسعدان العنكبوتي والضبع الرقطاء التي تمتلك أبظر طويلة كمقابلاتها الذكريّة (القضيب الذكريّ). يقترح مولر أن البظر البشريّ «يمكن أن يكون قد تطوَّر ليكون أكثر وضوحاً إذا فضَّل الذكور شريكات جنسيّات بأبظر أكبر وأزهى» و أن «تصميمها غير واضح بالإضافة إلى حساسيّة رائعة و هذان الأمران يشيران إلى أن البظر عضو هام ليس كموضوع للاختيار بين الجنسيّ الذكريّ بل كآلية اختيار أنثويّ».

و بينما يقول مولر أن العلماء الذكور كستيفن جاي جولد و دونالد سيمونز «عرضوا الرعشة الجنسيّة البظريّة الأنثويّة كتأثير جانبيّ تطوريّ لقدرة الذكور على تحقيق الرعشة الجنسيّة القضيبيّة» و أنهم «اقترحوا أن الرعشة الجنسيّة البظريّة لا يمكن أن تكون تلاؤماً لأنه من الصعب تحقيقها»، فقد اعترف جولد أن «معظم الرعشات الجنسيّة الأنثويّة تنبع من البظر، بدلاً من الموقع المهبليّ (أو مواقع أخرى)» و أن اعتقاده بعدم كونه تكيُّفاً «أُسيء فهمه على نحو واسع على أنه إنكار إما للقيمة التكيُّفية (التلاؤميّة) للرعشة الجنسيّة الأنثويّة عموماً أو حتى كادعاء بأن الرعشات الجنسيّة الأنثويّة تفتقد للأهميّة بمعنى أوسع». شرح جولد بأنه على الرغم من أنه يقبل أن «الرعشة الجنسيّة البظريّة تلعب دوراً مُرضياً و مركزياً في الجنسانيّة الأنثويّة و أفراحها»، «تظهر جميع هذه الصفات المرغوبة بشكل واضح و سهولة تامة، سواءً نشأ الموقع البظريّ للرعشة الجنسيّة كبديل أو كتكيُّف». يقول جولد أيضاً أن «علماء الأحياء الذكور الذين يأسفون على [أسئلة التكيُّف] قد افترضوا ببساطة أن موقعاً مهبلياً عميقاً أقرب إلى منطقة الإخصاب سيوفر فائدة انتقائية أكبر» بسبب دارونيتهم (معتقداتهم الداروينية)، حول تعزيز النجاح التكاثريّ.

و على غرار معتقدات جولد حول آراء التكيُّف وأن «الإناث ينمو لهنّ حلمات كتكيُّف للرضاعة، و أن الذكور ينمو لهم حلمات صغيرة غير مستخدمة كبديل على أساس قيمة قنوات التطور الفردي»، تقترح كذلك إليزابيث لويد أن هناك دليل صغيراً يدعم الاعتبار التكيُّفي للرعشة الجنسيّة الأنثويّة. تقول ميرديث إل. تشيفرز عن لويد «تعتبر لويد أن الرعشات الجنسيّة الأنثويّة بقايا خلقيّة، تمتلك النساء رعشات جنسيّة لأن الفيزيولوجيّة العصبيّة البوليّة التناسليّة للرعشات الجنسيّة محدَّدة بقوّة عند الذكور، و أن هذا المخطط التطوُّريّ يُعتبَّر عنه عند الإناث دون التأثير على اللياقة» و هذا مشابه لـ«امتلاك الذكور للحلمات التي لا تقدّم أي وظيفة مرتبطة باللياقة».

و في مؤتمر للجمعية الكنديّة للمرأة في الفسلفة في عام 2002، أكَّدت الدكتورة نانسي توانا أن البظر غير مهم في التكاثر، و تقول أنه تم تجاهله بسبب «الخوف من المتعة. و من دواعي سروري فصلها عن التكاثر. هذا هو الخوف». و اعتبرت أن هذا الخوف يُسبِّب التجاهل، الأمر الذي يحجب الجنسانيّة الأنثويّة. تقول أوكونيل «إنه يتلخَّص في التنافس بين الجنسين: فكرة أن أحد الجنسين جنسيّ و الآخر تكاثريّ». تعود لتأكِّد أن البصلتان الدهليزيتان تبدوان كجزء من البظر وأن الإحليل القاصي والمهبل هياكل متصلة بصلة وثيقة، على الرغم من أنها ليست ذات طابع انتصابيّ، مشكِّلةً كتلية نسيجيّة مع البظر يبدو أنها موقع الوظيفة الجنسيّة الأنثويّة والنشوة.

## حيوانات أخرى

### عموماً
على الرغم من وجود البظر في جميع أنواع الثدييات، إلا أن عدداً قليلاً من الدراسات المفصلة حول تشريح البظر في ما سوى الإنسان قد أُجريت. تطور البظر خصوصاً في حيوانات الفوسا والقرود والليمور و كالقضيب، يحتوي البظر لديها على عظم صغير. يتواجد البظر لدى السلاحف والنعام والتماسيح و في أنواع الطيور التي تمتلك ذكورها قضباناً. ينتصب البظر في القرود العنكبوتية خلال عروض السيطة الأمر الذي يؤثر بشكل غير مباشر على نجاح عملية التكاثر لدى القرود العنكبوتيّة. في أنثى الجلاجو (أطفال الأدغال) يكون البظر طويلاً و متدلٍّ مع الإحليل ممتداً عبر الطرف للتبول. تتزاوج بعض إناث الدببة المخنثات و تلد من خلال طرف البظر، تشمل هذه الأنواع الدببة الرمادية والدببة البنية والدببة السوداء الأمريكيّة والدببة القطبيّة. على الرغم من وصف الدببة بأنها تمتلك «قنوات ولادة تمر عبر البظر بدلاً من وجود مهبل منفصل» (و هي ميزة يُقدَّر أنها تشكِّل حتى 10 إلى 20 من مجموع الدببة)، فإن العلماء يقولون أن إناث الضباع الرقطاء هي الحيوانات الثديية غير المخنثة الوحيدة الخالية من فتحة خارجيّة للمهبل، و أن تشريحها الجنسيّ منفصل عن حالات الخناثة المعتادة. بالإضافة إلى وجود العديد من أ، واع الخلد ببظر ذو شكل قضيبيّ.

### السعادين العنكبوتية و البونوبو
يكون البظر لدى السعادين العنكبوتية متطوراً بشكل خاص، و يكون له ممر داخلي أو إحليل يجعل من البظر مطابقاً تقريباً للقضيب، فهو يحتفظ و ينشر قطرات البول بحركة القردة العنكبوتيّة الأنثى. يقول الباحث آلان إف. ديكسون أن هذا البول «يُفرَّغ عند قواعد البظر، متدفقاً أسفل الأخدود الضحل على سطح العجان، و تحمله طيات الجلد على جانبي هذا الأخدود». و لأن السعادين العنكبوتيّة في جنوب أمريكا تمتلك أبظر متدلية و انتصابيّة وطويلة بما فيه الكفاية حتى تُقارب القضيب طولاً، جديرٌ بالذكر أن الباحثين و المراقبين لهذه الأنواع يبحثون عن كيس الصفن لتحديد جنس الحيوان، بالإضافة إلى وجود طريقة مُشابهة و هي غدد التحديد العطريّة التي قد تكون موجودة على البظر.

يكون البظر عند البونوبو أكبر و أكثر خارجيّة (متوضع خارج الجسم) من باقي الثدييات، قالت نتالي أنجير أن «إناث البونوبو (المراهقات الشباب) قد تزن نصف وزن الإنسان، و لكن أبظرها أكبر بثلاثة مرات من بظر الإنسان، و يكون البظر عندها مرئيَّاً بما فيه الكفاية حتى يبدو مهتزاً بشكل لا يقبل الخطأ أثناء مشيهن». غالباً ما تقوم إناث البونوبو في ممارسة فرك الأعضاء التناسليّة ببعضها و هو شكل غير إنسانيّ من الترايب الذي تُمارسه بعض إناث البشر مع بعضهن. يقول عالم سلوك الحيوان جوناثان بالكومب أن إناث البونوبو تفرك أبظرها ببعضها بشكل سريع لعشر إلى عشرين ثانية، و هذا السلوك «الذي قد يتكرر بسرعة مرات و مرات، يتصاحب مع الطحن و الصراخ و الاحتقان البظريّ»، ثم يضيف، أنه في المتوسط، يقمن بهذه الممارسة «حوالي مرة كل ساعتين»، و قد تتلاقى البونوبو أحياناً وجهاً لوجه، «يقترح عالم الأحياء التطوريّ أن وضعية البظر لدى البونوبو ورئيسيات أخرى قد تطوَّرت لزيادة الإثارة إلى حدها الأعظميّ خلال الجماع».

### الضباع الرقطاء

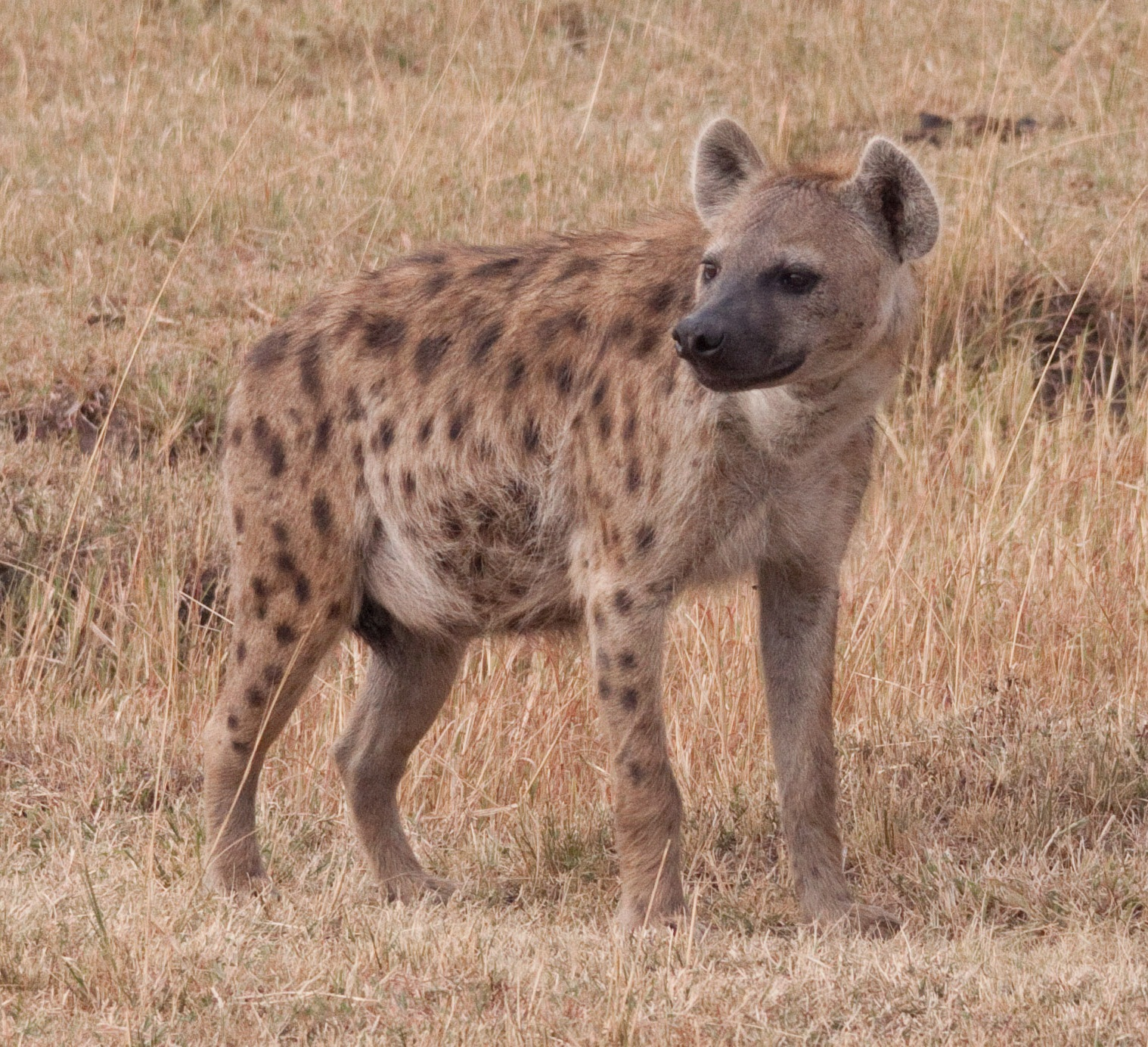
إناث الضباع المرقطة هي الثدييات الوحيدة التي لا تمتلك فتحة مهبل خارجيّة، وتتبوَّل و تتزاوج وتلد بواسطة بظر متضخم و انتصابيّ.

يُشار عادةً إلى الضباع الرقطاء بأنه كائنات مخنّثة أو ثنائية الجنس، و اعتقد علماء العصور القديمة و العصور التاريخّية اللاحقة بأنها كائنات مخنَّثة. إلا أن العلماء الحديثين لا يشيرون إليها هكذا على الإطلاق. عادةً ما يكون هذا التخصيص مقتصراً على الكائنات التي تظهر في الوقت نفسه سمات من كلا الجنسين، إلا أن التركيب الجيني لإناث الضباع الرقطاء «مختلف بشكل واضح» عن التركيب الجينيّ للذكور.

تمتلك إناث الضباع الرقطاء بطول يُقارب 90% من طول القضيب لدى الذكور و بقطر يماثل قطر القضيب لديها (171 ميلليمتر طولاً و 22 ميلليمتر قطراً)، و يبدو أن تركيب هذا القضيب الكاذب مستقل عن الأندروجين لأنه يظهر في أجنة الإناث قبل تمايز المبيض الجنينيّ و غدة الكظر. و للضباع الرقطاء بظر شديد الانتصاب، يتكامل مع كيس الصفن الكاذب، حيث يقول الكاتب جون سي. وينجفايلد أن هذا «تشابه الأعضاء التناسليّة للإناث إلى هذا الحد الكبير مع الأعضاء التناسليّة للذكور، يجعل تحديد الجنس بثقة مرتبطاً بجس كيس الصفن». يمكن أيضاً تمييز القضيب الكاذب بثخانة الأعضاء التناسليّة الذكريّة الهائلة و بالحشفة المدورة. لا تمتلك الأنثى مهبلاً خارجياً و تلتحم الأشفار لتُشكِّل كيس صفن كاذب. يتألف كيس الصفن (الكاذب) لدى الإناث من نسيج شحميّ رقيق. كما تمتلك إناث الضباع الرقطاء كما هو الحال بالنسبة للذكور بالنظر إلى قضبانهم، تمتلك الإناث أيضاً أشواك قضيبيّة صغيرة على رأس الأبظر، و التي قالت بشأنها الباحثة كاثرين بلاكليدج أنها «تجعل ملمس طرف القضيب كورق الصنفرة». و أضافت أن البظر «يمتد بعيداً عن الجسم بشكل قوس نحيل و أنيق، و يقيس بالمتوسط 17 سم من الجذر إلى الرأس. تماماً كالقضيب، ينتصب البظر و يرتفع رأسه في مراسم التحيّة لدى الضباع أو العروض الاجتماعيّة أو الألعاب الخشنة أو عند التعثُّر أو عند استنشاق رائحة الأقران».

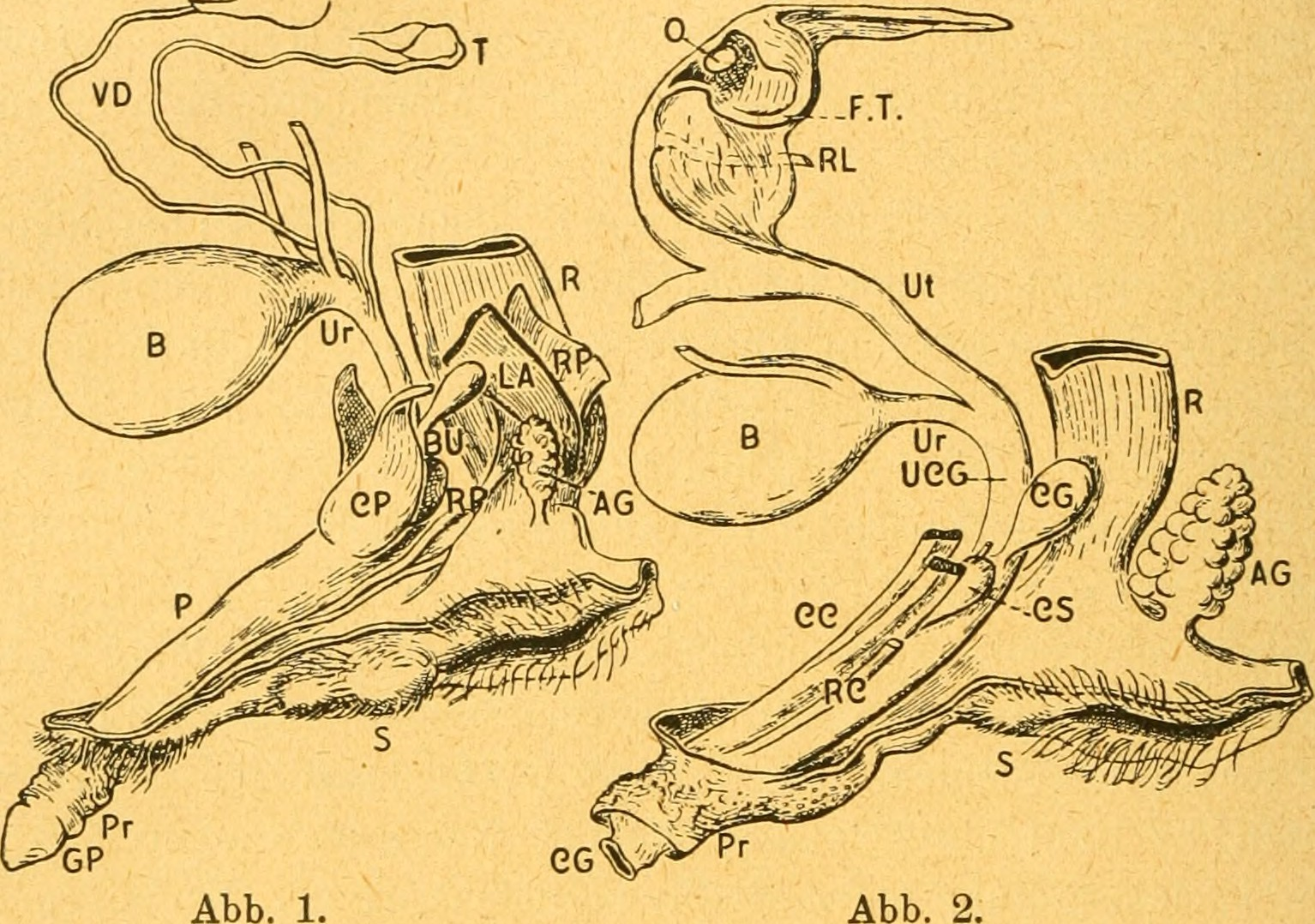
أجهزة التكاثر الذكريّة و الأنثويّ’ للضباع الرقطاء من كتاب Schmotzer & Zimmerman, Anatomischer Anzeiger (1922). Abb. 1 (الشكل. 1.) تشريح جهاز التكاثر الذكريّ. Abb. 2 (الشكل. 2.) تشريح جهاز التكاثر الأنثويّ. الاختصارات الرئيسة (من فون إيجلنج): T, الخصى; Vd, الأسهر; BU, البصلة الإحليليّة; Ur, الإحليل; R, المستقيم; P, القضيب; S, كيس الصفن; O, المبيض; FT, قناة فالوب; RL, الرباط الرحميّ; Ut, الرحم; CC, الجسم الكهفيّ للبظر. الاختصارات المتبقيّة وفق الترتيب الألفبائي هي: AG, parotid analis; B, الأحشاء البوليّة; CG, parotid Cowperi; CP, الجسم الكهفيّ للقضيب; CS, الجسم الإسفنجيّ; GC, الحشفة; GP, حشفة القضيب; LA, العضلة رافعة الشرج; Pr, القلفة; RC, العضلة المُبَعِّدة clitoris; RP, العضلة المُبَعِّدة للقضيب; UCG, القناة البوليّة التناسليّة.

و بسبب مستويات التعرُّض العالية للأندروجين فإن إناث الضباع الرقطاء أكثر عضليّة و عدوانيَّةً من الذكور، و من الناحية الاجتماعيّة فإن الإناث أعلى مرتبةً من الذكور مما يجعلها مهيمنة أو متقدِّمةً على الذكور، و تصبح الإناث اللواتي تعرَّضن لمستويات من الأندروجين أعلى من المتوسط ذات مرتبة أعلى من نظيراتها الإناث الأخريات. تلعق الإناث المرؤوسات أبظر الإناث ذوات التقدير المرتفع كإشارة للخضوع و الطاعة، و لكن الإناث أيضاً تلعق كل منها بظر الأخرى كتحيّة أو دلالة على الروابط الاجتماعية القويّة، في المقابل فإن جميع الذكور تلعق أبظر الإناث المهيمنات، بينما لا تلعق الإناث قضيب الذكر بسبب التقييم المنخفض للذكر.

يتواجد الإحليل والمهبل عند إناث الضباع الرقطاء عبر البظر، مما يسمح للإناث بالتبوُّل و التزاوج و وضع الحمل عبر هذا العضو (البظر). تجعل هذه السمة عملية التزاوج أكثر صعوبةً بالنسبة للذكور مما هي عليه في الثدييات الأخرى، و تجعل كذلك محاولات الإكراه الجنسيّ للإناث عقيمة. قال عالم سلوك الحيوان و الأحياء التطوريّ جون روجاردين أنه و لأن بظر الضباع الرقطاء على البطن أعلى من مستوى المهبل في معظم الثدييات، فإن على الذكر أن «ينزلق بجزءه الخلفيّ أسفل الأنثى أثناء التزاوج بحيث يصعد قضيبه [مع بظر الأنثى]». و في عمل مماثل لرفع أكمام القميص، «ينكمش القضيب الكاذب للأنثى على نفسها، مما يخلق فتحةً يدخل فيها الذكر قضيبه». يتوجب على الذكر القيام بهذا، و هو ما قد يأخذ أشهراً حتى يتم تنفيذه بنجاح. جديرٌ بالذكر أن إناث الضباع الرقطاء اللواتي يتعرَّضن لمستويات عالية من الأندروجين تمتلك مبايض مُدمَّرة بشكل واضح مما يجعل الحمل صعباً لدى هؤلاء. بعد الولادة، يتمدد القضيب الكاذب و يخسر معظم جوانبه الأصليّة، حيث تنخفض قلفته و تتوسَّع فتحته و تنقسم شفتاه. تقريباً 15% من الإناث تموت خلال أول ولادة لهن، و أكثر من 60% من صغارهن يموتون.

في دراسة لباسكين و آخرين عام 2006، خلص الباحثون إلى أن "البنى التشريحيّة الأساسيّة للأجسام الماديّة في كلا الجنسين من البشر و الضباع الرقطاء كانت متشابهة. كما في البشر، فإن توزُّع العصب الظهريّ كان فريداً من حيث كونه غائباً عند وضع الساعة 12 في القضيب و البظر للضباع الرقطاء" و أن "العصب الظهريّ للقضيب/البظر عند البشر و ذكور الضباع الرقطاء تسير على طول جانبيّ الجسم إلى الجسم الإسفنجيّ عند وضعيات الساعة 5 و 7. تخترق الأعضاب الظهريّة الجسم و تصل إلى الحشفة القاصية عند الضباع" و في إناث الضباع الرقطاء تنتشر الأعصاب الظهريّة وحشياً على الجسم البظريّ. اختلف شكل الحشفة في كلا الجنسين، حيث يكون عريضاً و حاداً عند الأنثى و مدبباً لدى الذكور".

### القطط و الأغنام و الفئران
خلص باحثون دراسوا المسارات الطرفيّة و المركزيّة الواردة من بظر قطط إلى أنه «تم تحديد العصبونات الواردة الارتساميّة لبظر قط بواسطة نمط تعقُّب WGA-HRP في عُقد الجذور الظهريّة S1 و S2. و بمتوسط 433 خلية تم تحديدها على كل جانب من الحيوان، فإن 85% و 15% من الخلايا كانت متوضِّعة في عقد الجذور الظهريّة S1 و S2 على الترتيب. و كان متوسط منطقة المقطع العرضيّ للعصبونات الواردة من البظر تُقارب 1.479±627 ميكرومتر مربع». و قد قال الباحثون أيضاً أن «الضغط الخفيف المستمر على البظر أنتج دفعة أوليّة لإشارة مفردة (الحد الأعظم للتردد 170-255 هرتز) متبوعاً بتكيُّف سريع و إشارة مستمرة (الحد الأعظمي 40 هرتز) و التي تم الحفاظ عليها خلال الإثارة. زادت الإشارة المنشّطة إلى حد أعظميّ متوسطه 145 هرتز عند ضغط 6-8 جرام/مم مربع» و «هذه النتائج تشير إلى أن البظر مُعصَّب بألياف واردة ميالينية حساسة ميكانيكاً بالعصب الفخذي الذي يسقط بشكل مركزيّ إلى منطقة الصوار الخلفيّ في ما بين القطنية السابعة و العجزيّة الأولى من الحبل الشوكيّ».

تم تسجيل الأنماط الظاهريّة و السلوك الجنسيّ لـ21 من أغنام فريمارتن و اثنين من الأغنام الذكور الخنثى الكاذبة بهدف تحديد أي خصائص يمكن أن تتنبأ بفشل التوالد. و من بين هذه الأشياء المسجلة، تم تسجيل حجم و شكل الفرج و البظر و طول المهبل و حجم الحلمات و وجود أو غياب المناسل الإربيّة و الخصائص فوق الصوتيّة للمناسل الإربيّة: «كان التقييم الموضوعيّ لذكورة كل شكل جسم حيوان، و تم تسجيل استجاباتها السلوكيّة لخروف فحل و لنعجة شبقة. تم الكشف عن عدد من الشذوذات الجسديّة و السلوكيّة و لكن النتيجة الثابتة الوحيدة في جميع الحيوانات الـ23 كانت المهبل القصير الذي تنوَّع طوله من 3.1 سم و حتى 7.0 سم، بالمقارنة مع أطوال تتراوح من 10 إلى 14 سم في الحيوانات الطبيعيّة».

في دراسة توثيقيّة للبنى البظريّة للفئران، وُجد أن الإحليل العجانيّ كان مُحاطاً بنسيج انتصابيّ مُشكِّلاً بصلات للبظر، مشابهة لتشريح الإناث البشريّات: «عند الفئران، كما هو الحال عند البشر، كان تنظيم الأنسجة في الأجسام الكهفيّة للبظر مُشابهاً بشكل أساسيّ لتلك الموجودة في القضيب باستثناء غياب الطبقة تحت الغلاليّة المتداخلة بين الغلالة البيضاء و النسيج الانتصابيّ».

### المجلات العلمية
- Baskin، Laurence S.؛ Yucel، Selcuk؛ Cunha، Gerald R.؛ Glickman، Stephen E.؛ Place، Ned J. (يناير 2006). "A Neuroanatomical Comparison of Humans and Spotted Hyena, a Natural Animal Model for Common Urogenital Sinus: Clinical Reflections on Feminizing Genitoplasty". Journal of Urology. ج. 175 ع. 1: 276–83. DOI:10.1016/S0022-5347(05)00014-5. PMID:16406926. مؤرشف من الأصل في 2022-04-03.
- Battaglia، Cesare؛ Venturoli، Stefano (أغسطس 2009). "Persistent Genital Arousal Disorder and Trazodone. Morphometric and Vascular Modifications of the Clitoris. A Case Report". The Journal of Sexual Medicine. ج. 6 ع. 10: 2896–2900. DOI:10.1111/j.1743-6109.2009.01418.x. PMID:19674253.
- Foldès، Pierre؛ Buisson، Odile (2009). "The clitoral complex: a dynamic sonographic study". The Journal of Sexual Medicine. ج. 6 ع. 5: 1223–31. DOI:10.1111/j.1743-6109.2009.01231.x. PMID:19453931.
- Chivers، Meredith L. (2007). Wiederman، Michael W (المحرر). "A Narrow (But Thorough) Examination of the Evolutionary Significance of Female Orgasm". Journal of Sex Research. ج. 44 ع. 1: 104–5. DOI:10.1080/00224490709336797. مؤرشف من الأصل في 2017-10-25.
- Copcu، Eray؛ Aktas، Alper؛ Sivrioglu، Nazan؛ Copcu، Ozgen؛ Oztan، Yucel (2004). "Idiopathic isolated clitoromegaly: A report of two cases". Reprod Health. ج. 1 ع. 1: 4. DOI:10.1186/1742-4755-1-4. PMC:523860. PMID:15461813.{{استشهاد بدورية محكمة}}:  صيانة الاستشهاد: دوي مجاني غير معلم (link)
- Glickman، Stephen E.؛ Cunha، Gerald R.؛ Drea، Christine M.؛ Conley، Alan J.؛ Place، Ned J. (2006). "Mammalian sexual differentiation: lessons from the spotted hyena". Trends in Endocrinology and Metabolism. ج. 17 ع. 9: 349–56. DOI:10.1016/j.tem.2006.09.005. PMID:17010637.
- Goldmeier، D؛ Leiblum، SR (2006). "Persistent genital arousal in women – a new syndrome entity". International Journal of STD & AIDS. ج. 17 ع. 4: 215–6. DOI:10.1258/095646206776253480. PMID:16595040.
- Harvey، Elizabeth D. (Winter 2002). "Anatomies of Rapture: Clitoral Politics/Medical Blazons". Signs. ج. 27 ع. 2: 315–46. DOI:10.1086/495689. JSTOR:3175784.{{استشهاد بدورية محكمة}}:  صيانة الاستشهاد: ref duplicates default (link)
- Hurlbert، David Farley؛ Apt، Carol (1995). "The coital alignment technique and directed masturbation: a comparative study on female orgasm". Journal of Sex & Marital Therapy. ج. 21 ع. 1: 21–9. DOI:10.1080/00926239508405968. PMID:7608994. مؤرشف من الأصل في 2022-04-09.
- Jocelyn، Henry David؛ Setchell، Brian Peter (1972). "Regnier de Graaf on the human reproductive organs. An annotated translation of 'Tractatus de Virorum Organis Generationi Inservientibus' (1668) and 'De Mulierub Organis Generationi Inservientibus Tractatus Novus' (1672)". Journal of Reproduction and Fertility. Supplement. ج. 17: 1–222. OCLC:468341279. PMID:4567037.
- Kammerer-Doak، Dorothy؛ Rogers، Rebecca G. (يونيو 2008). "Female Sexual Function and Dysfunction". Obstetrics and Gynecology Clinics of North America. ج. 35 ع. 2: 169–83, vii. DOI:10.1016/j.ogc.2008.03.006. PMID:18486835.
- Kawatani، Masahito؛ Tanowitza، Michael؛ وآخرون (فبراير 1994). "Morphological and electrophysiological analysis of the peripheral and central afferent pathways from the clitoris of the cat". أبحاث الدماغ. ج. 646 ع. 1: 26–36. DOI:10.1016/0006-8993(94)90054-X.
- Kilchevsky، Amichai؛ Vardi، Yoram؛ Lowenstein، Lior؛ Gruenwald، Ilan (يناير 2012). "Is the Female G-Spot Truly a Distinct Anatomic Entity?". The Journal of Sexual Medicine. ج. 9 ع. 3: 719–26. DOI:10.1111/j.1743-6109.2011.02623.x. PMID:22240236.
  - Cox، Lauren (19 يناير 2012). "G-Spot Does Not Exist, 'Without A Doubt,' Say Researchers". هافينغتون بوست. مؤرشف من الأصل في 2019-03-10.
- Komisaruk، Barry R.؛ Wise، Nan؛ Frangos، Eleni؛ Liu، Wen-Ching؛ Allen، Kachina؛ Brody، Stuart (أكتوبر 2011). "Women's Clitoris, Vagina, and Cervix Mapped on the Sensory Cortex: fMRI Evidence". The Journal of Sexual Medicine. ج. 8 ع. 10: 2822–30. DOI:10.1111/j.1743-6109.2011.02388.x. PMC:3186818. PMID:21797981.
  - "Surprise finding in response to nipple stimulation". سي بي إس نيوز. 5 أغسطس 2011. مؤرشف من الأصل في 2013-11-09.
- Lloyd، Jillian؛ Crouch، Naomi S.؛ Minto، Catherine L.؛ Liao، Lih-Mei؛ Creighton، Sarah M (مايو 2005). "Female genital appearance: 'normality' unfolds" (PDF). British Journal of Obstetrics and Gynaecology. ج. 112 ع. 6: 643–646. DOI:10.1111/j.1471-0528.2004.00517.x. PMID:15842291. مؤرشف من الأصل (PDF) في 2019-08-07.
- Mah، Kenneth؛ Binik، Yitzchak M (أغسطس 2001). "The nature of human orgasm: a critical review of major trends". Clinical Psychology Review. ج. 21 ع. 6: 823–56. DOI:10.1016/S0272-7358(00)00069-6. PMID:11497209.
- Martin-Alguacil، Nieves؛ Pfaff، Donald W.؛ Shelley، Deborah N.؛ Schober، Justine M. (يونيو 2008). "Clitoral sexual arousal: an immunocytochemical and innervation study of the clitoris". BJUI. ج. 101 ع. 11: 1407–13. DOI:10.1111/j.1464-410X.2008.07625.x.
- O'Connell، Helen E.؛ Sanjeevan، Kalavampara V.؛ Hutson، John M. (أكتوبر 2005). "Anatomy of the clitoris". The Journal of Urology. ج. 174 ع. 4: 1189–95. DOI:10.1097/01.ju.0000173639.38898.cd. PMID:16145367. مؤرشف من الأصل في 2022-04-02.
  - Mascall، Sharon (11 يونيو 2006). "Time for rethink on the clitoris". بي بي سي نيوز. مؤرشف من الأصل في 2019-09-09.
- Ogletree، Shirley Matile؛ Ginsburg، Harvey J. (2000). "Kept Under the Hood: Neglect of the Clitoris in Common Vernacular". Sex Roles  [لغات أخرى]‏. ج. 43 ع. 11–12: 917–26. DOI:10.1023/A:1011093123517.{{استشهاد بدورية محكمة}}:  صيانة الاستشهاد: علامات ترقيم زائدة (link)
- Puppo، Vincenzo (سبتمبر 2011). "Anatomy of the Clitoris: Revision and Clarifications about the Anatomical Terms for the Clitoris Proposed (without Scientific Bases) by Helen O'Connell, Emmanuele Jannini, and Odile Buisson". ISRN Obstetrics and Gynecology. ج. 2011 ع. ID 261464: 1–5. DOI:10.5402/2011/261464. PMC:3175415. PMID:21941661.{{استشهاد بدورية محكمة}}:  صيانة الاستشهاد: دوي مجاني غير معلم (link)
- ?enayl?، Atilla؛ Ankara، Etlik (ديسمبر 2011). "Controversies on clitoroplasty". Therapeutic Advances in Urology. ج. 3 ع. 6: 273–7. DOI:10.1177/1756287211428165. PMC:3229251. PMID:22164197.
- Smith، K. C.؛ Parkinson، T. J.؛ Long، S. E.؛ Barr، F. J. (2000). "Anatomical, cytogenetic and behavioural studies of freemartin ewes". Veterinary Record. ج. 146 ع. 20: 574–8. DOI:10.1136/vr.146.20.574.
- Szykman، Micaela؛ Engh، Anne؛ Van Horn، Russell؛ Holekamp، Kay؛ Boydston، Erin (2007). "Courtship and mating in free-living spotted hyenas" (PDF). Behaviour. ج. 144 ع. 7: 815–46. DOI:10.1163/156853907781476418. JSTOR:4536481. مؤرشف من الأصل (PDF) في 2017-09-21.
- Verkauf، BS؛ Von Thron، J؛ O'Brien، WF (1992). "Clitoral size in normal women". أمراض النساء والتوليد. ج. 80 ع. 1: 41–4. PMID:1603495.
- Wade، Lisa D.؛ Kremer، Emily C.؛ Brown، Jessica (2005). "The Incidental Orgasm: The Presence of Clitoral Knowledge and the Absence of Orgasm for Women". المرأة والصحة (مجلة). ج. 42 ع. 1: 117–38. DOI:10.1300/J013v42n01_07. PMID:16418125. {{استشهاد بدورية محكمة}}: |archive-date= requires |archive-url= (مساعدة) و|format= بحاجة لـ |url= (مساعدة)
- Waskul، Dennis D.؛ Vannini، Phillip؛ Wiesen، Desiree (2007). "Women and Their Clitoris: Personal Discovery, Signification, and Use". Symbolic Interaction  [لغات أخرى]‏. ج. 30 ع. 2: 151–74. DOI:10.1525/si.2007.30.2.151.{{استشهاد بدورية محكمة}}:  صيانة الاستشهاد: علامات ترقيم زائدة (link)
- Yang، Claire C.؛ Cold، Christopher J.؛ Yilmaz، Ugur؛ Maravilla، Kenneth R. (أبريل 2006). "Sexually responsive vascular tissue of the vulva". BJUI. ج. 97 ع. 4: 766–72. DOI:10.1111/j.1464-410X.2005.05961.x. PMID:16536770.

### قائمة المراجع
- Acton، Ashton (2012). Issues in Sexuality and Sexual Behavior Research: 2011 Edition. ScholarlyEditions. ISBN:1464966869. مؤرشف من الأصل في 2020-03-17. اطلع عليه بتاريخ 2014-06-03.
- Adams، J. N. (1982). The Latin Sexual Vocabulary. مطبعة جامعة جونز هوبكينز.
- Andersen، Margaret L.؛ Taylor، Howard Francis (2007). Sociology: Understanding a Diverse Society. Cengage Learning. ISBN:978-0-495-00742-5. مؤرشف من الأصل في 2019-04-22. اطلع عليه بتاريخ 2012-01-03.
- Andriole Jr.، Gerald L. (2013). Year Book of Urology 2013. إلزيفير. ISBN:1455773166. مؤرشف من الأصل في 2019-12-18. اطلع عليه بتاريخ 2014-06-03.
- Angier، Natalie (1999). Woman: An Intimate Geography. هوتون ميفلين هاركورت. ISBN:978-0-395-69130-4. مؤرشف من الأصل في 2020-03-17. اطلع عليه بتاريخ 2012-11-22.
- Archer، John؛ Lloyd، Barbara (2002). Sex and Gender. مطبعة جامعة كامبريدج. ISBN:978-0-521-63533-2. مؤرشف من الأصل في 2017-02-02. اطلع عليه بتاريخ 2012-08-25.
- Bagemihl، Bruce (2000). Biological Exuberance: Animal Homosexuality and Natural Diversity. مكملين ناشرون. ISBN:978-1-4668-0927-7. مؤرشف من الأصل في 2019-06-26. اطلع عليه بتاريخ 2012-11-22.
- Balcombe، Jonathan (2007). Pleasurable Kingdom: Animals and the Nature of Feeling Good. مكملين ناشرون. ISBN:978-1-4039-8602-3. مؤرشف من الأصل في 2020-03-17. اطلع عليه بتاريخ 2012-11-22.
- Balcombe، Jonathan Peter (2011). The Exultant Ark: A Pictorial Tour of Animal Pleasure. دار نشر جامعة كاليفورنيا. ISBN:978-0-520-26024-5. مؤرشف من الأصل في 2020-03-17. اطلع عليه بتاريخ 2012-11-22.
- Balon، Richard؛ Segraves، Robert Taylor (2009). Clinical Manual of Sexual Disorders. الجمعية الأمريكية للأطباء النفسيين. ISBN:1585629057. مؤرشف من الأصل في 2020-03-17. اطلع عليه بتاريخ 2014-06-03.
- Basavanthappa، BT (2006). Textbook of Midwifery and Reproductive Health Nursing. Jaypee Brothers Publishers  [لغات أخرى]‏. ISBN:978-81-8061-799-7. مؤرشف من الأصل في 2016-04-27. اطلع عليه بتاريخ 2012-08-21.{{استشهاد بكتاب}}:  صيانة الاستشهاد: علامات ترقيم زائدة (link)
- Blackledge، Catherine (2003). The Story of V: A Natural History of Female Sexuality. Rutgers University Press. ISBN:978-0-8135-3455-8. مؤرشف من الأصل في 2019-08-13. اطلع عليه بتاريخ 2012-06-23.
- Boston Women's Health Book Collective (1976). Our bodies, Ourselves: A Book by and for Women. Simon & Schuster. ISBN:978-0-671-22145-4. مؤرشف من الأصل في 2022-04-06.
- Blumberg، Mark S. (2009). Freaks of Nature: And what they tell us about evolution and development. دار نشر جامعة أكسفورد. ISBN:978-0-19-988994-5. مؤرشف من الأصل في 2020-03-17. اطلع عليه بتاريخ 2012-11-23.
- Brandes، Steven B.؛ Morey، Allen F. (2013). Advanced Male Urethral and Genital Reconstructive Surgery. Springer. ISBN:1461477085. مؤرشف من الأصل في 2019-12-24. اطلع عليه بتاريخ 2014-06-03.
- Carroll، Janell L. (2009). Sexuality Now: Embracing Diversity. Cengage Learning. ISBN:978-0-495-60274-3. مؤرشف من الأصل في 2016-05-20. اطلع عليه بتاريخ 2010-12-19.
- Carroll، Janell L. (2012). Sexuality Now: Embracing Diversity. Cengage Learning. ISBN:978-1-111-83581-1. مؤرشف من الأصل في 2020-03-17. اطلع عليه بتاريخ 2012-09-12.
- Carroll، Janell L. (2013). Discovery Series: Human Sexuality (ط. 1st). Cengage Learning. ISBN:1111841896. مؤرشف من الأصل في 2019-05-13. اطلع عليه بتاريخ 2015-10-21.
- Casper، Regina C. (2008). Women's Health: Hormones, Emotions and Behavior. مطبعة جامعة كامبريدج. ISBN:978-0-521-06020-2. مؤرشف من الأصل في 2020-03-17. اطلع عليه بتاريخ 2012-11-17.
- Cavendish، Marshall (2010). Sex and Society. مارشيل كافيندش. ج. 2. ISBN:978-0-7614-7907-9. مؤرشف من الأصل في 2013-11-03. اطلع عليه بتاريخ 2012-08-17.
- Chalker، Rebecca (2002) [2000]. The Clitoral Truth. Seven Seas Press. ISBN:978-1-58322-473-1. مؤرشف من الأصل في 2020-03-17. اطلع عليه بتاريخ 2012-11-27.
- Chapple، C. R.؛ Steers، William D. (2010). Practical Urology: Essential Principles and Practice. Springer. ISBN:978-1-84882-033-3. مؤرشف من الأصل في 2020-03-17. اطلع عليه بتاريخ 2012-06-27.
- Collins، Eve؛ Drake، Mandy؛ Deacon، Maureen (2013). The Physical Care of People with Mental Health Problems: A Guide For Best Practice. SAGE. ISBN:1446274683. مؤرشف من الأصل في 2020-03-17. اطلع عليه بتاريخ 2014-06-04.
- Crooks، Robert؛ Baur، Karla (2010). Our Sexuality. Cengage Learning. ISBN:978-0-495-81294-4. مؤرشف من الأصل في 2016-07-23. اطلع عليه بتاريخ 2012-08-30.
- Cunningham، F Gary (2005). Williams Obstetrics: 22nd Edition. مكغرو هيل. ISBN:0071501258. مؤرشف من الأصل في 2019-12-21. اطلع عليه بتاريخ 2014-06-07.
- Dennerstein، Dorraine؛ Dennerstein، Lorraine؛ Burrows، Graham D (1983). Handbook of psychosomatic obstetrics and gynaecology. إلزيفير. ISBN:978-0-444-80444-0.
- Di Marino، Vincent (2014). Anatomic Study of the Clitoris and the Bulbo-Clitoral Organ. Springer. ISBN:3319048945. مؤرشف من الأصل في 2016-05-13. اطلع عليه بتاريخ 2014-09-04.
- Dixson، Alan F. (2012). Primate Sexuality: Comparative Studies of the Prosimians, Monkeys, Apes, and Humans. دار نشر جامعة أكسفورد. ISBN:978-0-19-954464-6. مؤرشف من الأصل في 2014-01-02. اطلع عليه بتاريخ 2012-11-22.
- Drenth، Jelto (2005). The Origin of the World: Science and Fiction of the Vagina. Reaktion Books. ISBN:1861892101. مؤرشف من الأصل في 2019-12-21. اطلع عليه بتاريخ 2014-06-07.
- Emmanuele، Jannini؛ McMahon، Chris G.؛ Waldinger، Marcel D. (2012). Premature Ejaculation: From Etiology to Diagnosis and Treatment. Springer Science & Business Media. ISBN:8847026466. مؤرشف من الأصل في 2020-03-17. اطلع عليه بتاريخ 2014-12-10.
- Fahs، Breanne (2011). Performing Sex: The Making and Unmaking of Women's Erotic Lives. جامعة ولاية نيويورك. ISBN:978-1-4384-3781-1. مؤرشف من الأصل في 2020-03-17. اطلع عليه بتاريخ 2012-11-22.
- Farage، Miranda A.؛ Maibach، Howard I. (2013). The Vulva: Anatomy, Physiology, and Pathology. سي آر سي بريس. ISBN:1420005316. مؤرشف من الأصل في 2020-03-17. اطلع عليه بتاريخ 2013-06-07.
- Fishbeck، Dale W.؛ Sebastiani، Aurora (2015). Comparative Anatomy: Manual of Vertebrate Dissection. Morton Publishing Company. ISBN:1617314390. مؤرشف من الأصل في 2020-03-17. اطلع عليه بتاريخ 2016-09-11.
- Flaherty، Joseph A.؛ Davis، John Marcell؛ Janicak، Philip G. (1993). Psychiatry: Diagnosis & therapy. A Lange clinical manual. Appleton & Lange. ISBN:978-0-8385-1267-8. مؤرشف من الأصل في 2022-05-26.
- Fogel، Ingram؛ Woods، Fugate (2008). Women's Health Care in Advanced Practice Nursing. Springer Publishing Company. ISBN:978-0-8261-0235-5. مؤرشف من الأصل في 2020-03-17. اطلع عليه بتاريخ 2012-09-17.
- Francoeur، Robert T. (2000). The Complete Dictionary of Sexology. The Continuum Publishing Company. ISBN:0-8264-0672-6. مؤرشف من الأصل في 2022-04-07.
- Frayser، Suzanne G.؛ Whitby، Thomas J (1995). Studies in Human Sexuality: A Selected Guide. أي بي سي-كليو. ISBN:978-1-56308-131-6. مؤرشف من الأصل في 2019-12-15. اطلع عليه بتاريخ 2012-11-07.
- Freberg، Laura A. (2009). Discovering Biological Psychology. Cengage Learning. ISBN:978-0-547-17779-3. مؤرشف من الأصل في 2020-03-17. اطلع عليه بتاريخ 2012-11-07.
- Fuller، Linda K (2008). African Women's Unique Vulnerabilities to HIV/AIDS: Communication Perspectives and Promises. مكملين ناشرون. ISBN:978-1-4039-8405-0. مؤرشف من الأصل في 2020-03-17. اطلع عليه بتاريخ 2012-11-20.
- Ginger، V A T؛ Yang، C C (2011). "Chapter 2: Functional Anatomy of the Female Sex Organs". في Mulhall، John P.؛ Incrocci، Luca؛ Goldstein، Irwin؛ Rosen، Ray (المحررون). Cancer and Sexual Health. Springer Publishing. ISBN:978-1-60761-915-4. مؤرشف من الأصل في 2020-03-17. اطلع عليه بتاريخ 2012-06-23.
- Girshick، Lori B.؛ Green، Jamison (2009). Transgender Voices: Beyond Women and Men. UPNE. ISBN:978-1-58465-683-8. مؤرشف من الأصل في 2020-03-17. اطلع عليه بتاريخ 2012-11-23.
- Goodman، S. (2009). "Family Eupleridae (Madagascar Carnivores)". في Wilson، D؛ Mittermeier، R (المحررون). Handbook of the Mammals of the World. Lynx Edicions. ج. 1: Carnivores. ISBN:978-84-96553-49-1. مؤرشف من الأصل في 2019-02-24. اطلع عليه بتاريخ 2012-11-27.
- Gould، Stephen Jay (2002). The Structure of Evolutionary Theory. دار نشر جامعة هارفارد. ISBN:978-0-674-00613-3. مؤرشف من الأصل في 2012-06-07. اطلع عليه بتاريخ 2012-08-27.
- Greenberg، Jerrold S.؛ Bruess، Clint E.؛ Conklin، Sarah C (2010). Exploring the Dimensions of Human Sexuality. Jones & Bartlett Learning. ISBN:978-0-7637-7660-2. مؤرشف من الأصل في 2020-03-17. اطلع عليه بتاريخ 2012-11-15.
- Halberstam، Judith (1998). Female Masculinity. Duke University Press. ISBN:978-0-8223-2243-6. مؤرشف من الأصل في 2020-03-03. اطلع عليه بتاريخ 2012-09-09.
- Hall، Brian Keith (2005). Bones and Cartilage: Developmental and Evolutionary Skeletal Biology. دار نشر جامعة كاليفورنيا. ISBN:978-0-12-319060-4. مؤرشف من الأصل في 2020-03-17. اطلع عليه بتاريخ 2012-11-22.
- Heffner، Linda (2001). Human Reproduction at a Glance. Blackwell Sciences. ISBN:0-632-05461-1. مؤرشف من الأصل في 2022-04-06.
- Hite، Shere (2003). The Hite Report: A Nationwide Study of Female Sexuality. New York: Seven Stories Press. ISBN:978-1-58322-569-1. مؤرشف من الأصل في 2015-11-29. اطلع عليه بتاريخ 2012-03-02.
- Hooper، Anne (2001). Sex Q & A. Penguin. ISBN:978-0-7566-6347-6. مؤرشف من الأصل في 2020-03-17. اطلع عليه بتاريخ 2012-08-30.
- Hyde، Janet Shibley (2006). Understanding Human Sexuality. ماكجرو هيل التعليم. ISBN:978-0-07-298636-5.
- Jones، Richard E.؛ Lopez، Kristin H. (2013). Human Reproductive Biology. Academic Press. ISBN:0123821851. مؤرشف من الأصل في 2017-02-08. اطلع عليه بتاريخ 2014-03-22.
- Irvine، Janice M. (2005). Disorders of desire: sexuality and gender in modern American sexology. Temple University Press. ISBN:978-1-59213-151-8. مؤرشف من الأصل في 2015-11-30. اطلع عليه بتاريخ 2012-11-27.
- Kahn، Ada P.؛ Fawcett، Jan (2008). The Encyclopedia of Mental Health. Infobase Publishing. ISBN:978-0-8160-6454-0. مؤرشف من الأصل في 2020-03-17. اطلع عليه بتاريخ 2012-11-14.
- Kaplan، Helen Singer (1983). The Evaluation of Sexual Disorders: Psychological and Medical Aspects. تايلور وفرانسيس. ISBN:978-0-87630-329-0. مؤرشف من الأصل في 2019-08-14. اطلع عليه بتاريخ 2012-11-27.
- Kaufman، Raymond H؛ Faro، Sebastian؛ Brown، Dale (2005). Benign Diseases Of The Vulva And Vagina. إلزيفير. ISBN:0323014747. مؤرشف من الأصل في 2019-12-23. اطلع عليه بتاريخ 2014-06-03. The external genitalia of a female fetus may become masculinized if exposed to excess androgens in utero. ... Besides enlargement, congenital abnormalities of the clitoris may also include agenesis or hypoplasia. ... After the 13th to 14th weeks of gestation, androgen exposure produces clitoromegaly alone.
- Komisaruk، Barry R.؛ Whipple، Beverly؛ Nasserzadeh، Sara؛ Beyer-Flores، Carlos (2009). The Orgasm Answer Guide. مطبعة جامعة جونز هوبكينز. ISBN:978-0-8018-9396-4. مؤرشف من الأصل في 2014-06-29. اطلع عليه بتاريخ 2011-11-06.
- Kotpal، R. L. (2010). Modern Text Book of Zoology: Vertebrates. Rastogi Publications. ISBN:978-81-7133-891-7. مؤرشف من الأصل في 2020-03-17.
- Krychman، Michael L. (2009). 100 Questions & Answers About Women's Sexual Wellness and Vitality: A Practical Guide for the Woman Seeking Sexual Fulfillment. Jones & Bartlett Publishers  [لغات أخرى]‏. ISBN:978-0-7637-8697-7. مؤرشف من الأصل في 2020-03-17. اطلع عليه بتاريخ 2012-08-30.{{استشهاد بكتاب}}:  صيانة الاستشهاد: علامات ترقيم زائدة (link)
- Lehmiller، Justin J. (2013). The Psychology of Human Sexuality. وايلي (ناشر). ISBN:1118351290. مؤرشف من الأصل في 2019-12-18. اطلع عليه بتاريخ 2014-06-03.
- Libertino، John A. (1998). Reconstructive urologic surgery. Mosby. ISBN:978-0-8016-7802-8. مؤرشف من الأصل في 2022-04-03.
- Lief، Harold I. (1994). "Discussion of the Paper by Helen Singer Kalplan". في Berger، Milton Miles (المحرر). Women Beyond Freud: New Concepts of Feminine Psychology. تايلور وفرانسيس. ISBN:978-0-87630-709-0. مؤرشف من الأصل في 2020-03-17. اطلع عليه بتاريخ 2012-07-22.
- Llord، J؛ Uchil، D (23 يونيو 2011). "12: Reproduction: Ambiguous Genitalia". في Arulkumaran، Sabaratnam؛ Regan، Lesley؛ Papageorghiou، Aris؛ Monga، Ash؛ Farquharson، David (المحررون). Oxford Desk Reference: Obstetrics and Gynaecology. دار نشر جامعة أكسفورد. مؤرشف من الأصل في 2020-03-17. اطلع عليه بتاريخ 2012-08-10.
- Lloyd، Elisabeth Anne (2005). The Case of the Female Orgasm: Bias in the Science of Evolution. دار نشر جامعة هارفارد. ISBN:978-0-674-01706-1. مؤرشف من الأصل في 2012-11-16. اطلع عليه بتاريخ 2012-01-05.
- Merz، Eberhard؛ Bahlmann، F. (2004). Ultrasound in Obstetrics and Gynecology. دار ثيمي الطبية. ج. 1. ISBN:978-1-58890-147-7.
- McAnulty، Richard D.؛ Burnette، M. Michele (2003). Exploring human sexuality: making healthy decisions. Allyn & Bacon. ISBN:978-0-205-38059-6.
- Miller، Geoffrey (2011). The Mating Mind: How Sexual Choice Shaped the Evolution of Human Nature. راندوم هاوس. ISBN:978-0-307-81374-9. مؤرشف من الأصل في 2020-03-17. اطلع عليه بتاريخ 2012-08-27.
- Momoh، Comfort (2005). "1: Female Genital Mutilation". في Momoh، Comfort (المحرر). Female Genital Mutilation. Radcliffe Publishing. ISBN:978-1-85775-693-7. مؤرشف من الأصل في 2020-03-17. اطلع عليه بتاريخ 2012-11-27.
- Morris، Desmond (2007). The Naked Woman: A Study of the Female Body. مكملين ناشرون. ISBN:0312338538. مؤرشف من الأصل في 2020-03-17. اطلع عليه بتاريخ 2014-12-10.
- Morganstern، Steven؛ Abrahams، Allen (1998). The Prostate Sourcebook. ماكجرو هيل التعليم. ISBN:978-1-56565-871-4. مؤرشف من الأصل في 2020-03-17. اطلع عليه بتاريخ 2012-08-21.
- Neil، L.؛ Sigal، Pete؛ Chuchiak, IV، John F. (2007). Sexual Encounters/Sexual Collisions: Alternative Sexualities in Colonial Mesoamerica. Duke University Press. ISBN:0822366703. مؤرشف من الأصل في 2019-12-19. اطلع عليه بتاريخ 2014-06-07.
- O'Connell، Helen E.؛ Sanjeevan، Kalavampara V (2006). Goldstein، Irwin Joseph (المحرر). Women's Sexual Function and Dysfunction: Study, Diagnosis and Treatment. تايلور وفرانسيس. ISBN:978-1-84214-263-9. مؤرشف من الأصل في 2020-03-17. اطلع عليه بتاريخ 2012-11-15.
- Pitts-Taylor، Victoria (2008). Cultural Encyclopedia of the Body. Greenwood Publishing Group. ISBN:0313341451. مؤرشف من الأصل في 2017-01-14. اطلع عليه بتاريخ 2013-05-12.
- Pomeroy، Wardell Baxter (1982) [1972]. Dr. Kinsey and the Institute for Sex Research 1982. مطبعة جامعة ييل. ISBN:9780300029161. مؤرشف من الأصل في 2020-03-17. اطلع عليه بتاريخ 2012-11-28.
- Porst، Hartmut؛ Buvat، Jacques (2008). Standard Practice in Sexual Medicine. وايلي (ناشر). ISBN:1405178728. مؤرشف من الأصل في 2019-12-22. اطلع عليه بتاريخ 2014-06-03.
- Reinisch، June M؛ Beasley، Ruth (1991). The Kinsey Institute New Report On Sex. Macmillan. ISBN:978-0-312-06386-3. مؤرشف من الأصل في 2015-10-29. اطلع عليه بتاريخ 2012-08-10.
- Roberts، Keath (2006). Lotus Illustrated Dictionary of Sex. Lotus Press. ISBN:978-81-89093-59-4. مؤرشف من الأصل في 2020-03-17. اطلع عليه بتاريخ 2012-08-17.
- Rodgers، Joann Ellison (2003). Sex: A Natural History. مكملين ناشرون. ISBN:0805072810. مؤرشف من الأصل في 2020-03-17. اطلع عليه بتاريخ 2014-09-04.
- Rosenthal، Martha (2012). Human Sexuality: From Cells to Society. Cengage Learning. ISBN:978-0-618-75571-4. مؤرشف من الأصل في 2019-07-04. اطلع عليه بتاريخ 2012-09-27.
- Rosenzweig، Mark R.؛ Leiman، Arnold L.؛ Breedlove، Marc (1996). Biological psychology. Sinauer Associates. ISBN:978-0-87893-775-2. مؤرشف من الأصل في 2022-04-04.
- Rosevear، Donovan Reginald (1974). The carnivores of West Africa. London: Trustees of the British Museum (Natural History). ISBN:978-0-565-00723-2. مؤرشف من الأصل في 2022-09-23. اطلع عليه بتاريخ 2013-11-09.
- Roughgarden، Joan (2004). Evolution's Rainbow: Diversity, Gender, and Sexuality in Nature and People. دار نشر جامعة كاليفورنيا. ISBN:978-0-520-24073-5. مؤرشف من الأصل في 2017-02-16. اطلع عليه بتاريخ 2013-11-09.
- Saladin، Kenneth S. (2010). Human anatomy. ماكجرو هيل التعليم. ISBN:978-0-07-298636-5. مؤرشف من الأصل في 2019-12-19. اطلع عليه بتاريخ 2012-11-19.
- Seidman، Steven؛ Fischer، Nancy L.؛ Meeks، Chet (2006). Handbook of the New Sexuality Studies. تايلور وفرانسيس. ISBN:978-0-415-38648-7. مؤرشف من الأصل في 2020-03-17. اطلع عليه بتاريخ 2012-11-20.
- Schatzberg، Alan F.؛ Cole، Jonathan O.؛ DeBattista، Charles (2010). Manual of Clinical Psychopharmacology. الجمعية الأمريكية للأطباء النفسيين. ج. 1. ISBN:1585623776. مؤرشف من الأصل في 2020-03-17. اطلع عليه بتاريخ 2014-06-04.
- Schünke، Michael؛ Schulte، Erik؛ Ross، Lawrence M.؛ Lamperti، Edward D.؛ Schumacher، Udo (2006). Thieme Atlas of Anatomy: General Anatomy and Musculoskeletal System. دار ثيمي الطبية. ج. 1. ISBN:978-3-13-142081-7. مؤرشف من الأصل في 2014-09-26. اطلع عليه بتاريخ 2012-11-27.
- Schuenke، Michael؛ Schulte، Erik؛ Schumacher، Udo (2010). General Anatomy and Musculoskeletal System. دار ثيمي الطبية. ISBN:978-1-60406-287-8. مؤرشف من الأصل في 2020-03-17. اطلع عليه بتاريخ 2012-06-27.
- Sloane، Ethel (2002). Biology of Women. Cengage Learning. ISBN:978-0-7668-1142-3. مؤرشف من الأصل في 2020-03-17. اطلع عليه بتاريخ 2012-08-25.
- Swancutt، Diana M (2007). "Still before sexuality: "Greek" androgyny, the Roman imperial politics of masculinity and the Roman invention of the Tribas". في Penner، Todd C.؛ Stichele، Caroline Vander (المحررون). Mapping gender in ancient religious discourses. Brill. ISBN:978-90-04-15447-6. مؤرشف من الأصل في 2020-03-17. اطلع عليه بتاريخ 2012-09-09.
- Taormino، Tristan (2009). The Big Book of Sex Toys. Quiver. ISBN:978-1-59233-355-4. مؤرشف من الأصل في 2020-03-17. اطلع عليه بتاريخ 2012-08-25.
- Tavris، Carol؛ Wade، Carole؛ Offir، Carole (1984). The longest war: sex differences in perspective. جامعة ميشيغان. ISBN:978-0-15-551186-6. مؤرشف من الأصل في 2022-04-03.
- Weiten، Wayne؛ Dunn، Dana S.؛ Hammer، Elizabeth Yost (2011). Psychology Applied to Modern Life: Adjustment in the 21st century. Cengage Learning. ISBN:978-1-111-18663-0. مؤرشف من الأصل في 2020-03-17. اطلع عليه بتاريخ 2013-11-09.
- Westheimer، Ruth (2000). Encyclopedia of sex. Continuum. ISBN:978-0-8264-1240-9. مؤرشف من الأصل في 2022-04-04.
- Wilkinson، Edward J. (2012). Wilkinson and Stone Atlas of Vulvar Disease. Lippincott Williams & Wilkins. ISBN:1451178530. مؤرشف من الأصل في 2019-12-21. اطلع عليه بتاريخ 2012-11-28.
- Williams، Linda (2008). Screening Sex. Duke University Press. ISBN:978-0-8223-4285-4. مؤرشف من الأصل في 2020-03-17. اطلع عليه بتاريخ 2012-11-28.
- Wingfield، John C (2006). "Communicative Behaviors Hormone–Behavior Interactions, and Reproduction in Vertebrates". في Neill، Jimmy D (المحرر). Physiology of Reproduction. غلف بابليشينغ كومباني. ج. 2. ISBN:978-0-12-515402-4. مؤرشف من الأصل في 2020-03-17. اطلع عليه بتاريخ 2012-11-27.